# Giovanni IV Crispo
Vous lisez un « article de qualité » labellisé en 2010.
Giovanni IV Crispo, né en 1499 et décédé en 1564, fut le dernier véritable duc de Naxos. Son règne, de 1510 à 1564, fut le plus long de l'histoire du duché. Giovanni IV Crispo succéda à son père Francesco en 1510. Comme il était encore mineur, la régence fut assurée par des représentants de la république de Venise, dont son oncle maternel Antonio Loredano.
Après la défaite des chevaliers de Rhodes en 1522 face à Soliman le Magnifique, Giovanni IV accueillit l'archevêché de l'Égée sur Naxos. En 1537, il subit une attaque ottomane menée par Barberousse qui l'obligea à payer un tribut annuel de 5 000 ducats. Le duc appela alors à son aide les princes chrétiens occidentaux, qui organisèrent une Sainte Ligue qui échoua.
Devenu vassal du sultan, Giovanni vit ses revenus diminuer. La situation sociale et politique du duché s'aggrava. Des îles se dépeuplèrent. Des conflits religieux opposèrent catholiques et orthodoxes, attisés par les Ottomans.
Son fils Giacomo lui succéda, mais il fut déposé au bout de deux ans par le sultan qui le remplaça par un de ses favoris, Joseph Nassi, qui ne vint jamais dans le duché.

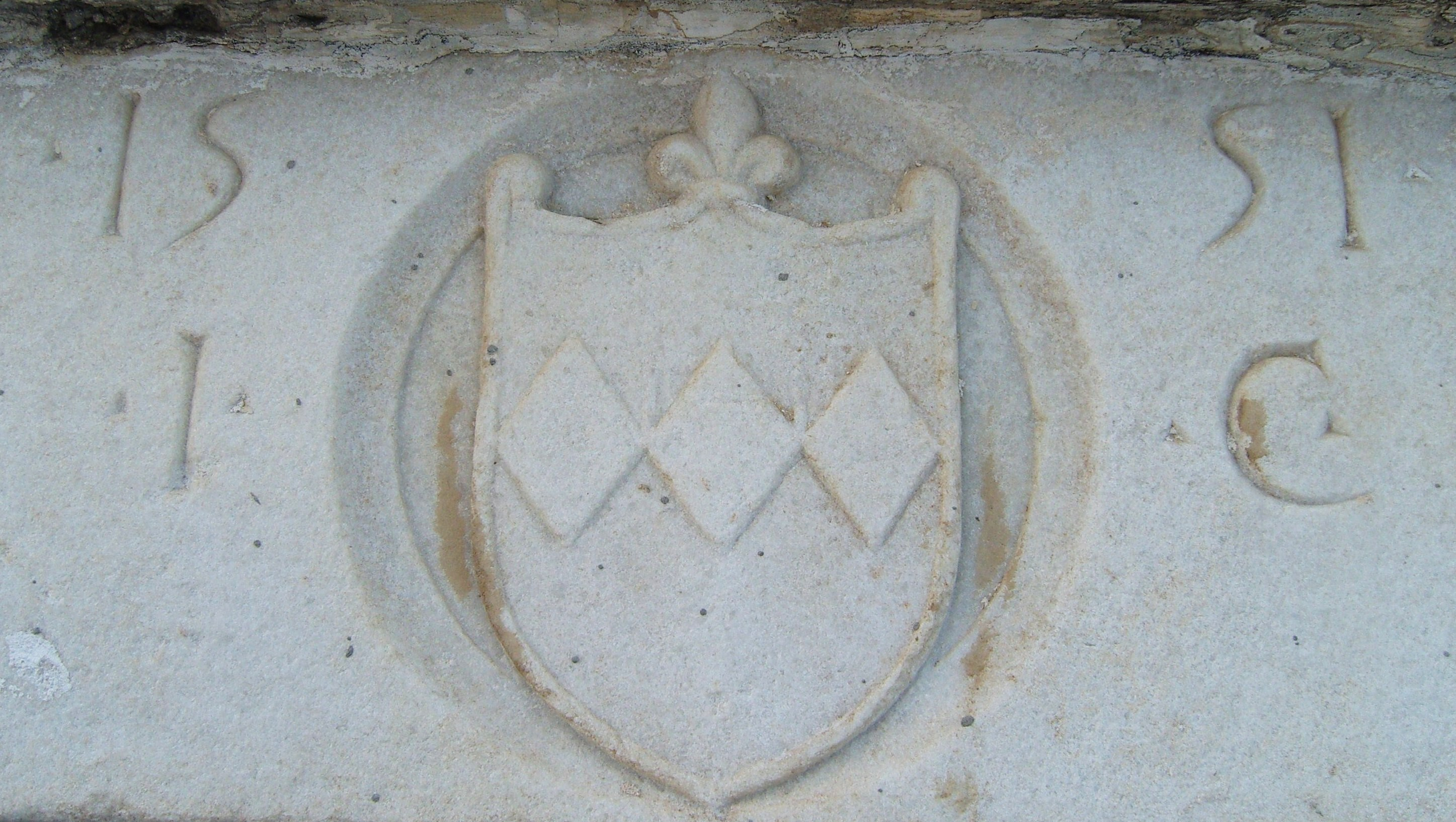
Armes des Crispo, avec (probablement) les initiales de Giovanni IV, dans le kastro de Sifnos.

## Contexte

### L'Égée auXVIesiècle

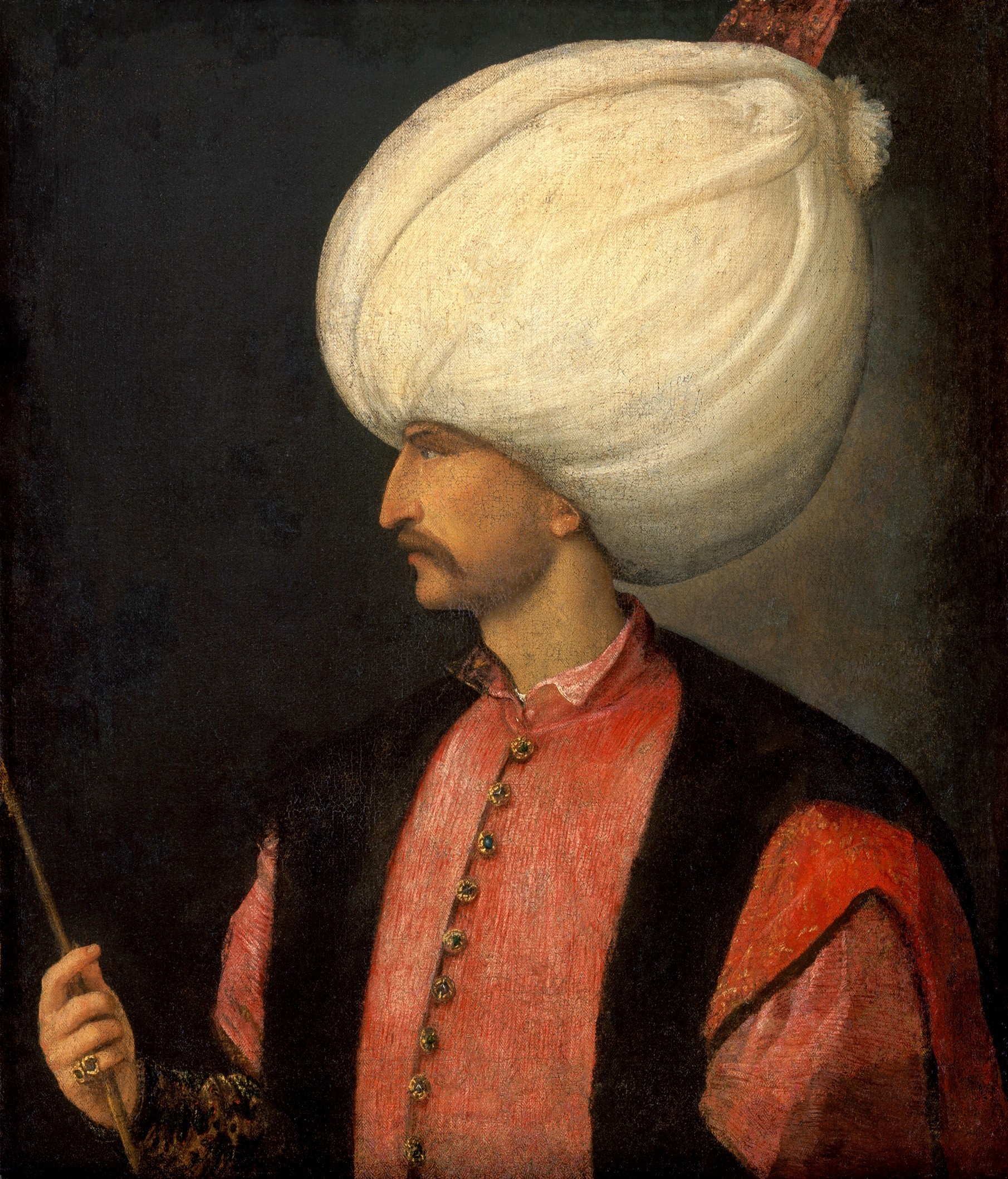
Soliman le Magnifique, sultan ottoman dans la première moitié du XVIe siècle.

À la suite des guerres turco-byzantines, les Ottomans avaient peu à peu conquis la région de l'Égée à partir du XIVe siècle. Au siècle suivant, l'Empire byzantin avait définitivement disparu après la conquête de Thessalonique (1430) puis celle de Constantinople (1453) suivie d'Athènes (1456) et du Péloponnèse et Mistra (1460). Ce fut ensuite le tour des îles : Lesbos (1462), l'Eubée (1470) et Samos (1475). L'Empire byzantin déclinant fut remplacé par la seule réelle puissance maritime de la région : la république de Venise, installée depuis longtemps, d'abord commercialement, puis directement après la quatrième croisade. Ainsi, Thessalonique, Athènes ou l'Eubée étaient aux mains des Vénitiens. Une première guerre vénéto-ottomane se déroula de 1463 à 1479 avant une deuxième en 1500-1503 ; les opérations eurent lieu aussi dans le golfe de Corinthe ou les îles Ioniennes. Cependant, si la victoire ottomane ne fut pas décisive, c'était surtout du fait que le sultan devait combattre sur d'autres fronts (Perse, Syrie ou Égypte). Le fait que Venise se fût trouvée en première ligne face à l'avancée ottomane était plutôt dû aux circonstances qu'à une demande locale. L'attitude vénitienne, très catholique, dans ses terres et protectorats grecs et orthodoxes, était très mal supportée par les populations locales (la politique religieuse du duché de Naxos était différente). Aussi, bien souvent, les Grecs « préféraient le turban ». Au début du XVIe siècle, Soliman le Magnifique fit avancer son Empire vers l'Europe centrale, la Crimée, les mers Noire et Rouge, l'Afrique du Nord. Il se heurta à nouveau à Venise (1537-1540) à qui il prit de nouvelles îles,,.

### Duché de Naxos

#### Les bases posées par Marco Sanudo
Le duché de Naxos fut fondé au début du XIIIe siècle par Marco Sanudo, à la suite de la quatrième croisade. Vénitien d'origine, Sanudo essaya de maintenir une certaine indépendance par rapport à sa puissante patrie et d'éviter de finir simple gouverneur des îles au nom de Venise. Il choisit de devenir le vassal de l'empereur latin Henri de Hainaut, à qui il devait les services habituels de la féodalité : aide et conseil,. Les soldats et les marins qui l'avaient accompagné devinrent ses feudati ou feudatori, ses vassaux. Marco Sanudo les avait faits chevaliers lui devant aide et conseil en échange de fiefs dont ils tiraient leurs revenus. Ils constituèrent une nouvelle élite sociale à côté de celle des archontés, les classes dominantes grecques, à qui le nouveau duc confirma biens, privilèges et liberté d'exercice de la religion orthodoxe,. Les classes supérieures franques et grecques se mêlèrent rapidement. Dans un premier temps, seuls des hommes avaient quitté l'Occident et les familles hésitèrent à envoyer leurs filles. On se maria donc sur place.
Le système féodal « franc » ou « latin » se surimposa au système administratif byzantin, conservé par les nouveaux seigneurs : les taxes et corvées féodales étaient appliquées aux divisions administratives byzantines et l'exploitation des fiefs continuait selon les techniques byzantines. La loi byzantine resta aussi en vigueur pour les mariages et les propriétés pour la population locale d'origine grecque.

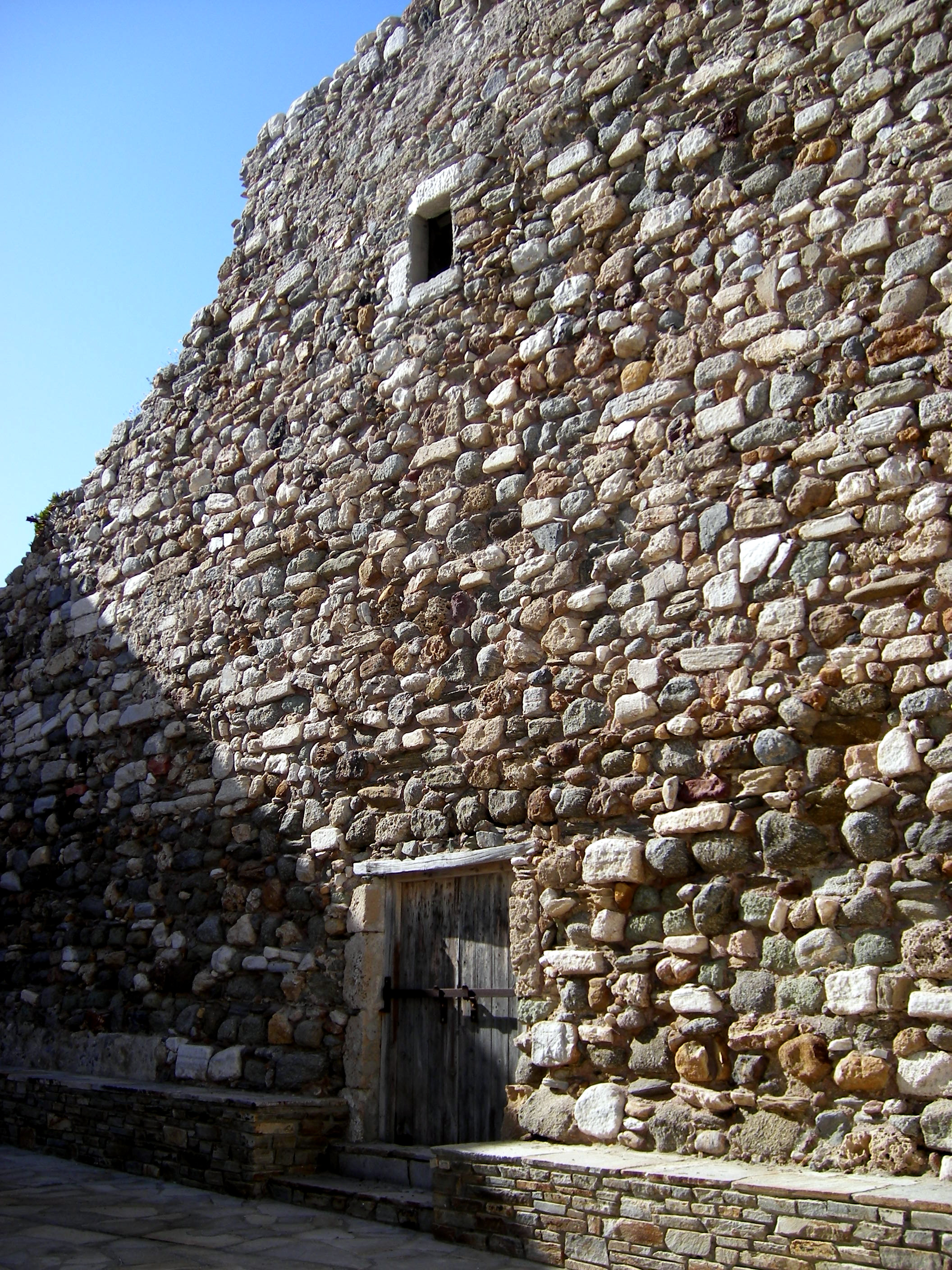
Restes du donjon que Sanudo érigea dans le kastro de Naxos.

Le problème religieux qui remontait au schisme de 1054 ne pouvait que se poser dans les terres de Marco Sanudo. Le duc, comme ses proches, était catholique romain et la population orthodoxe grecque. Installé en terre grecque, Marco Sanudo ne prévoyait cependant pas de se convertir à l'orthodoxie. Il ne semble pas qu'il y ait eu d'évêque grec dans le duché. Les prêtres orthodoxes furent dirigés uniquement par un protopapas. Cependant, tous les prélats orthodoxes furent confirmés dans leur paroisse et les monastères orthodoxes furent exemptés d'impôts. Sanudo réussit à ménager la susceptibilité religieuse de ses sujets, évitant ainsi une source de conflit. En fait, si la religion et la hiérarchie catholique dominaient politiquement, la religion orthodoxe subsistait et, parfois, lorsque le curé catholique n'était pas disponible, la messe était célébrée par le prêtre orthodoxe.
On attribue souvent à Marco Sanudo la création de toutes les institutions du duché, mais cela n'est pas tout à fait avéré. Il se serait entouré d'un conseil (università) inspiré du modèle vénitien de la Commune et composé de Grecs et Latins. À ses côtés se serait trouvé un vicario qui le remplaçait quand il était absent. Le commandant en chef des troupes portait le titre de megas kapetanios (en grec), grand capitaine. Il y avait un trésorier, un chancelier et une administration judiciaire. Le duc battait monnaie, le « ducat ». Il changea aussi le visage des îles, en faisant redescendre la population, réfugiée dans l'intérieur à cause des pirates, vers le littoral. Il se fit ainsi construire une nouvelle capitale, sur Naxos, au bord de la mer, sur le site de la ville antique abandonnée. Sur l'ancienne acropole antique, une forteresse, le kastro, fut construite. Elle englobait dans un mur d'enceinte complété de tours le palais ducal, avec un donjon et une chapelle ducale, les résidences des familles latines et la cathédrale catholique. Les Grecs s'installèrent entre le kastro et le port, dans les faubourgs de Borgo et Néochorio. Une forteresse du même genre fut construite sur Milos,.

#### Les évolutions jusqu'au début duXVIesiècle

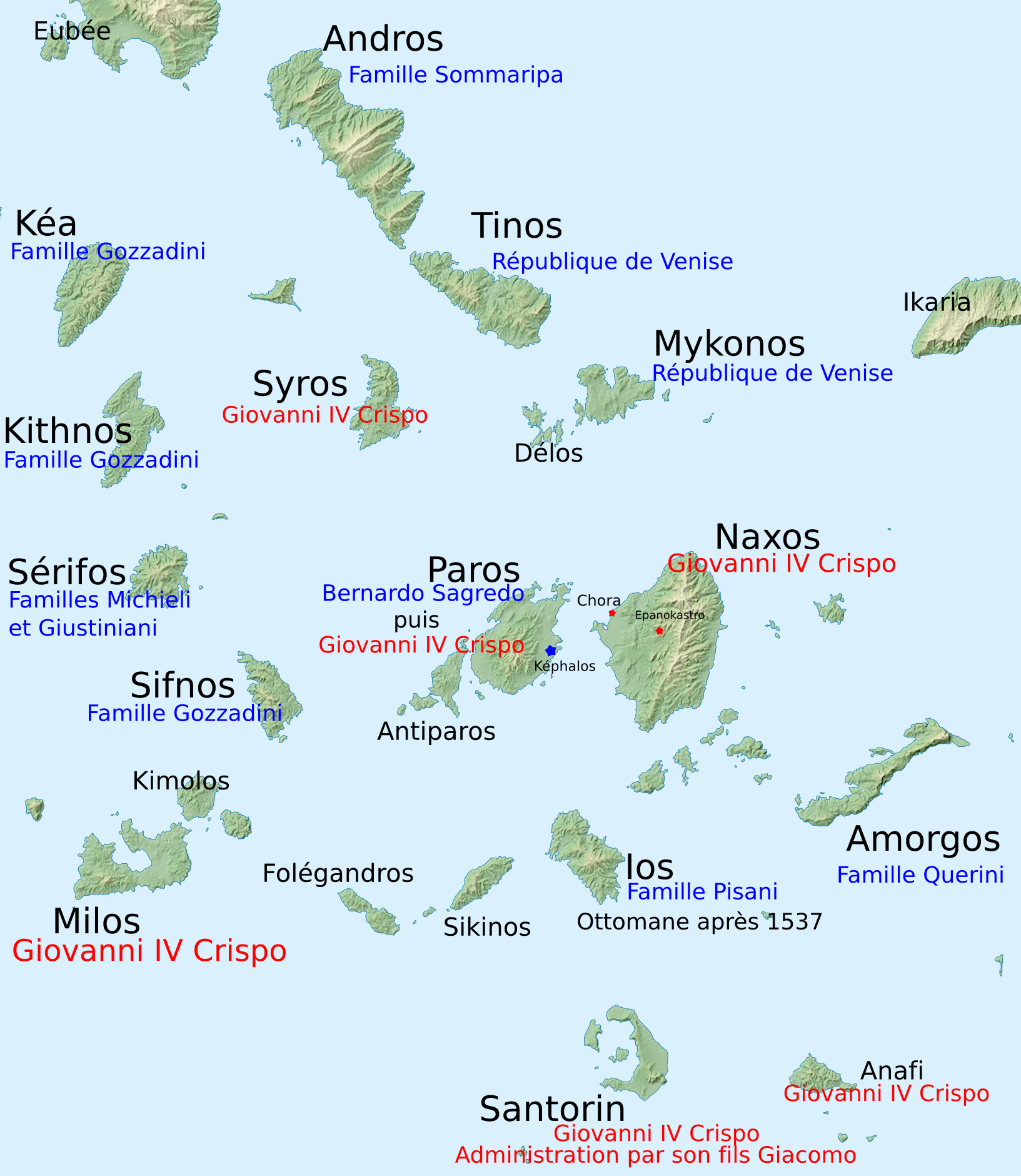
Duché de Naxos et seigneuries des Cyclades au temps de Giovanni IV Crispo

Les successeurs de Marco Sanudo poursuivirent sa politique d'équilibre entre les puissants voisins qui se succédèrent : l'empire latin de Constantinople, l'empire de Nicée, la république de Venise, la principauté d'Achaïe des Angevins de Sicile, l'Empire byzantin de Michel VIII Paléologue, les Aragonais, la république de Gênes, les Catalans, les Turcs Seldjoukides, les chevaliers de Rhodes ou les Ottomans. Au fil du temps, en fonction des avancées ou des reculs de ces différentes puissances, le nombre d'îles appartenant au duché varia et Giovanni IV ne dirigeait plus, à son accession sur le trône, que Naxos, Syros, Milos, Santorin et Anafi, soit un territoire moitié moindre que celui de Marco Sanudo.
L'organisation de la féodalité dans le duché fut codifiée au XIVe siècle lorsque furent adoptées les Assises de Romanie, la coutume de la principauté de Morée, après que le duc en fut devenu le vassal en 1248. La coutume locale (les osanze del loco sur Naxos par exemple) s'y ajoutait. L'application des Assises dans le duché de Naxos ne fit très vite plus la différence entre les seigneurs d'origine latine et ceux d'origine grecque : ils étaient tous désignés « archontès ». Par ailleurs, dans les conflits qui opposaient le duc aux seigneurs des autres îles, on finissait par s'en remettre à l'arbitrage de la république de Venise.
Le duc gouvernait directement son « île-capitale », Naxos, parfois aussi Milos. Sur les autres îles du duché, il était représenté par un gouverneur local, parfois un membre de sa famille qui avait l'île en apanage ou un proche allié. Sur toutes les îles, un conseil local, università, existait, plus ou moins puissant : celui de Milos put ainsi porter plainte contre l'administration ducale devant les tribunaux vénitiens. Les communes insulaires, comme Borgo sur Naxos, pouvaient avoir des institutions communales, voire un kapetanios. Les documents conservés montrent que les diverses institutions (gouverneur, università, communes et kapetanios) très interdépendantes, collaboraient. Le chancelier ducal avait un rôle assez restreint, concurrencé par les notaires locaux qui enregistraient par exemple les actes de vassalité.
L'économie du duché reposait essentiellement sur l'agriculture qui réussissait à nourrir la population et, pour les îles les plus grandes, à produire pour l'exportation. Le duc de Naxos avait des entrepôts (factores) en Crète où il vendait son coton produit sur Santorin. Les revenus commerciaux complétaient alors pour les grands propriétaires terriens les revenus habituels du fonctionnement féodal : les loyers et impôts (champart et corvées le plus souvent) payés par les paysans (villani). Comme pour le reste de la société cycladique d'alors, il y avait eu disparition des différences entre origine ethnique, religieuse et sociale : il y avait des villani latins travaillant sur les terres d’archontès grecs.

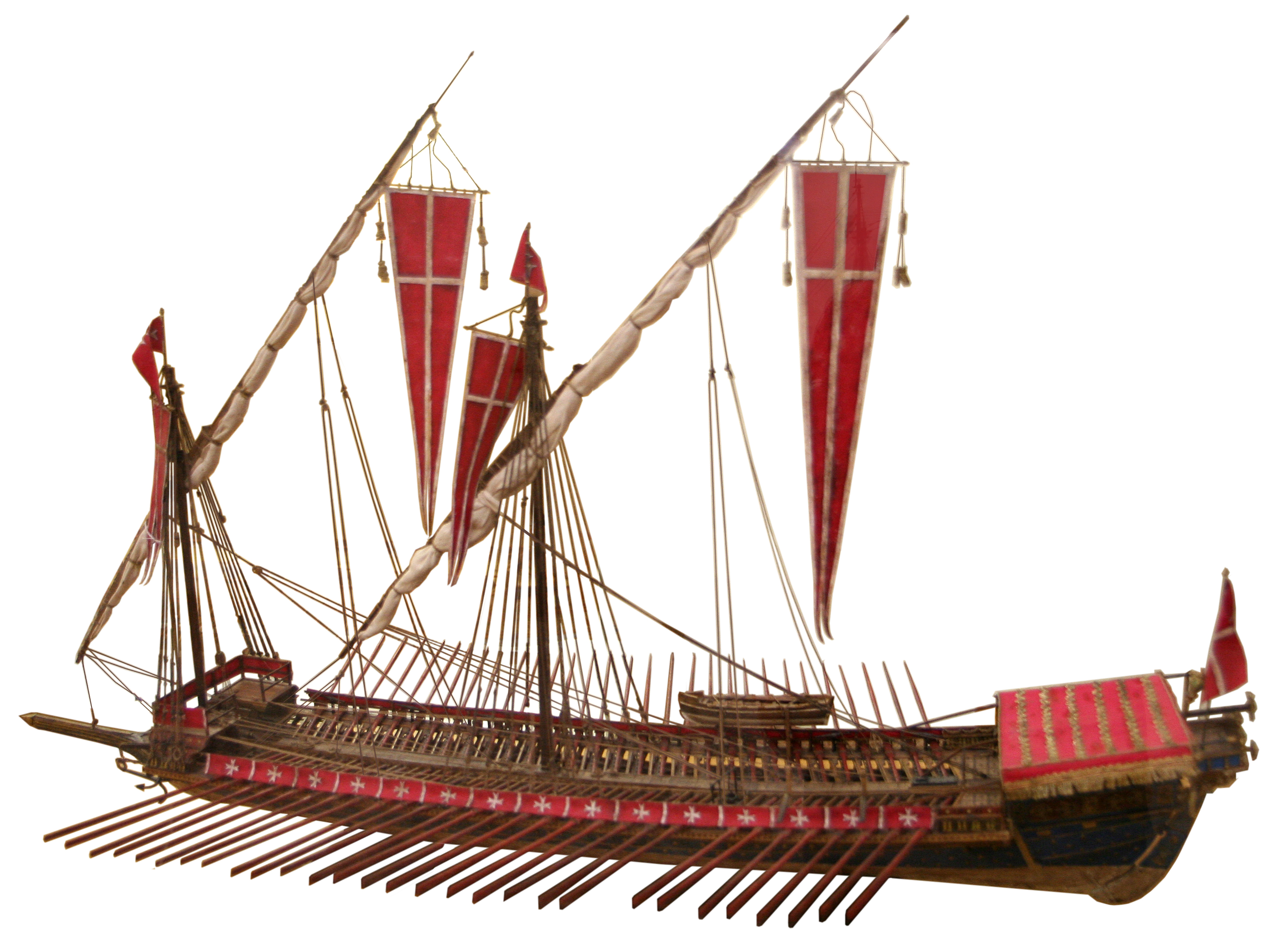
Une galère des Hospitaliers de Saint-Jean de Jérusalem.

La défense du duché se faisait sur deux plans. Des postes de guet étaient installés sur les points élevés. Les paysans (villani) devaient y passer un peu de temps, dans le cadre de leurs corvées, le jour (merovigli) comme la nuit (nyktovigli) et allumer des feux en cas d'apparition d'une flotte ennemie. Là, une troupe de cavalerie (à dos de mulets) intervenait. La cavalerie était la principale force de défense terrestre des îles ; sur Naxos, elle comptait 600 hommes en 1498. Elle pouvait se rendre rapidement au point supposé de débarquement pour le repousser. Pendant ce temps, les insulaires se réfugiaient dans les forteresses. Ils n'y craignaient rien, les attaques étaient uniquement des raids de pillage. Les assaillants se contentaient le plus souvent de coups de main sur une île mal défendue : ils n'étaient pas en mesure de mener une véritable campagne. Après le voyage inconfortable en mer, ils n'étaient souvent pas en état d'établir une tête de pont. De plus, s'ils ne rembarquaient pas rapidement pour s'éloigner tout aussi rapidement, ils risquaient la contre-attaque en mer par la flotte des galères du duché. Le service sur les galères était assuré dans le cadre de la corvée des villani, du service féodal des archontès mais aussi par les hommes libres, marins ou artisans.

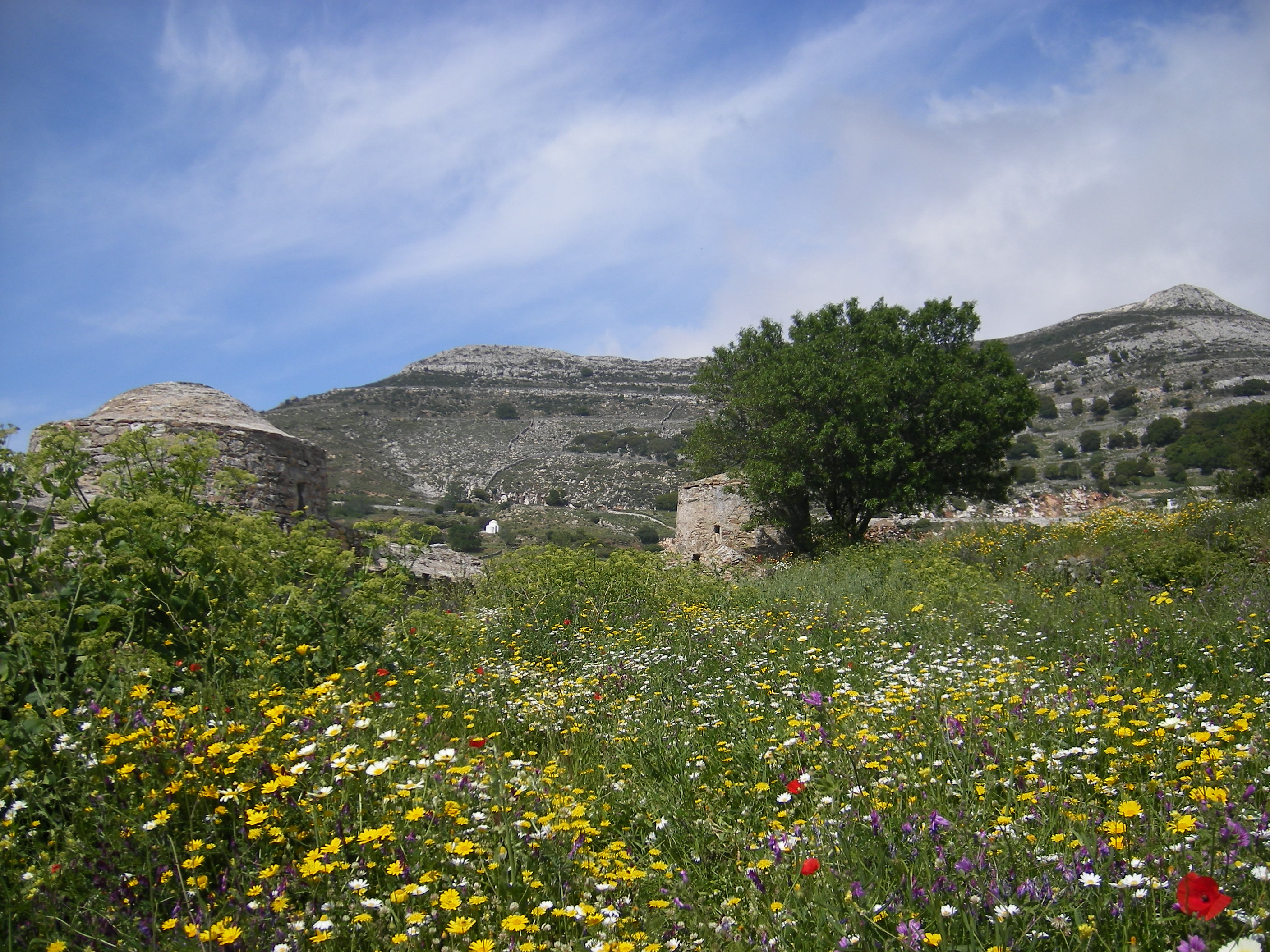
Prairie naxiote avec les églises Saint-Georges et Saint-Pâcome (XIII).

La paix religieuse entre catholiques et orthodoxes avait été maintenue. Les évêques grecs avaient été remplacés par des évêques latins ainsi que les desservants des églises principales, mais la plupart des prêtres orthodoxes avaient pu conserver leur paroisse, afin de ne pas s'aliéner la population locale. Le clergé orthodoxe sur chaque île était dirigé par un protopapas, nommé par l'évêque latin dont il n'était que le délégué pour les affaires administratives. Les décisions de justice religieuse dépendaient de l'évêque latin qui appliquait alors en fonction des cas, le droit canon catholique ou le droit canon orthodoxe. Les sources suggérant la présence d'un évêque grec à côté de l'évêque latin sur Naxos ne sont pas confirmées. Mais, comme le sacrement de l'ordination ne pouvait être accordé à un prêtre orthodoxe que par un évêque orthodoxe, il fallait au moins en faire venir régulièrement depuis un des évêchés grecs voisins. De même, les biens de l'Église orthodoxe ne furent pas confisqués et certains archontès latins fondèrent des églises orthodoxes pour leurs villani. Certaines des églises construites sur Naxos alors furent même « doubles », d'un côté latine, de l'autre grecque. Les curés latins étaient issus des familles locales, parfois grecques. En fait, c'était bien la hiérarchie orthodoxe qui était interdite dans le duché, car elle était considérée comme étant au service d'un ennemi : l'Empire byzantin puis l'Empire ottoman. La hiérarchie latine était nommée par Rome. L'évêché de Naxos (qui comprenait l'ensemble des Cyclades) était un des derniers à avoir un évêque résidant. En effet, après la chute de l'Empire latin, les évêchés orientaux devinrent honorifiques. L'évêché de Naxos était suffragant de l'archevêché de l'Égée, installé à Rhodes sous la protection des chevaliers de Rhodes.

### Famille Crispo

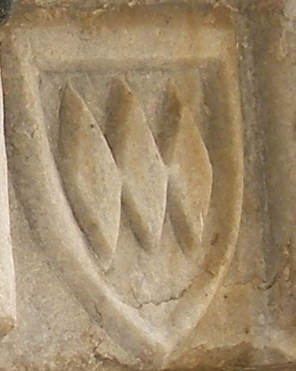
Armes des Crispo sur le fronton de la cathédrale catholique de Naxos.

Les Crispo étaient probablement originaires de Vérone. Francesco Ier Crispo, le fondateur de la dynastie, était seigneur de Milos, donc vassal du duc de Naxos et son cousin par alliance. Il s'empara du trône de Naxos après avoir assassiné le duc légitime Niccolo III dalle Carceri. Son fils Giacomo Ier Crispo accentua sa légitimité en épousant lui aussi une Sanudo. Contrairement aux Sanudo, les Crispo appliquaient la loi salique excluant les femmes de la succession. Le trône passa donc souvent à une branche collatérale de la famille. Ainsi, Giovanni IV descendait en ligne directe de Francesco Ier, le premier duc, mais ensuite seulement du septième duc. Dans les intervalles de minorité ou de potentielle vacance du pouvoir, les autorités vénitiennes intervenaient. Ainsi, après l'assassinat de Giovanni III Crispo, les Naxiotes demandèrent à la république de Venise d'assurer la régence pendant la minorité du fils de Giovanni III, Francesco. Celui-ci devint fou et assassina son épouse. Il fut déposé et enfermé. Giovanni IV, mineur, hérita du duché.

## Biographie

### Folie paternelle et régence vénitienne

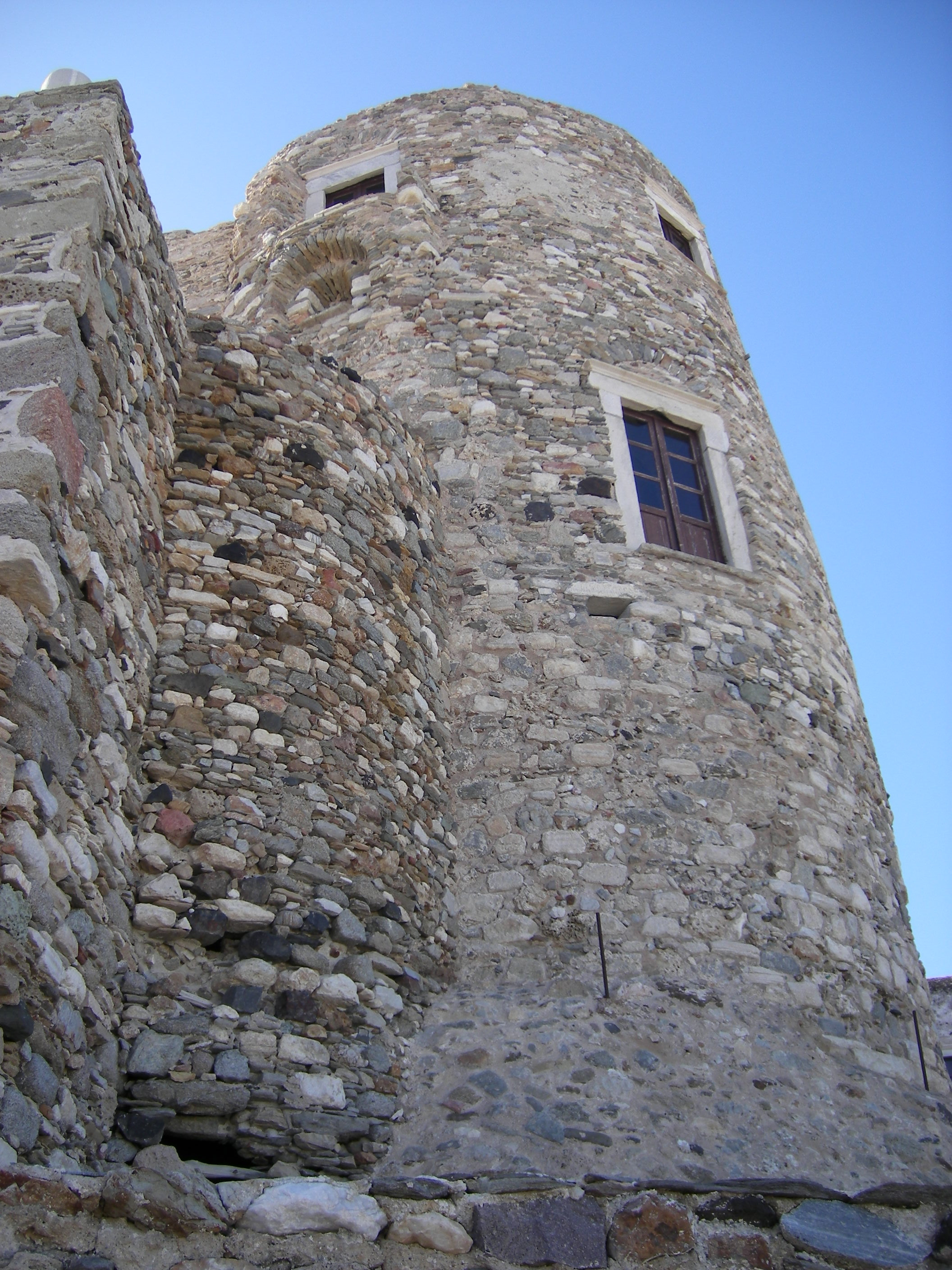
La « Tour Crispi » du kastro de Naxos.

En 1509, le père de Giovanni, Francesco, montra ses premiers signes de folie alors qu'il était à Venise. Il aurait été temporairement enfermé puis autorisé à regagner son duché cycladique,.
Là, Francesco fit une rechute, le 15 août 1510. Il poursuivit son épouse, la mère de Giovanni, Taddea (ou Caterina) Loredano, jusque chez la sœur de celle-ci, Lucrezia Loredano, où elle se réfugia, en chemise de nuit. Les deux femmes vécurent deux jours dans l'angoisse. Le 17 août, Francesco força la porte. Sa femme se cacha sous un grand baquet. Il battit sa belle-sœur Lucrezia et les domestiques. L'un d'entre eux finit par dénoncer la duchesse. Francesco lui porta un coup au ventre dont elle décéda le lendemain. Les habitants du kastro (donc les nobles plutôt d'origine occidentale) se réunirent alors en urgence et décidèrent de déposer le duc. Celui-ci était retourné dans son palais où il s'en prit à son fils Giovanni. Il le poursuivit à travers la résidence. L'enfant finit par s'enfuir en sautant d'un balcon. Francesco tenta alors de s'enfuir à Rhodes, mais aurait été capturé et envoyé à Santorin puis déplacé à Candie où il serait mort le 15 août 1511,.
Lorsque son père devint fou, en août 1510, Giovanni n'avait que onze ans. La régence fut confiée à un « gouverneur » Giacomo Ier Gozzadini, gentilhomme de Kéa, propriétaire d'un manoir à Naxos et qui avait déjà été « gouverneur » en 1507. En août 1511, à la mort de Francesco, Antonio Loredano fut à son tour nommé « gouverneur » par la Sérénissime, avec un salaire de 400 ducats annuels. Antonio Loredano était l'oncle maternel de Giovanni. Il gouverna jusqu'en juillet 1515. Les sources n'indiquent pas qui fut gouverneur entre cette date et la majorité de Giovanni IV en 1517, ou s'il y en avait un.

### Duc de Naxos
Le règne de Giovanni IV dura cinquante-quatre ans, le plus long de l'histoire du duché. Comme ceux de ses ancêtres, son règne fut marqué par l'avancée ottomane et l'influence vénitienne, seule à même de la retarder. Ainsi, lorsqu'en 1517, il aurait été capturé par un raid ottoman alors qu'il était à la chasse, la Sérénissime paya sa rançon.

#### Le danger ottoman de plus en plus pressant

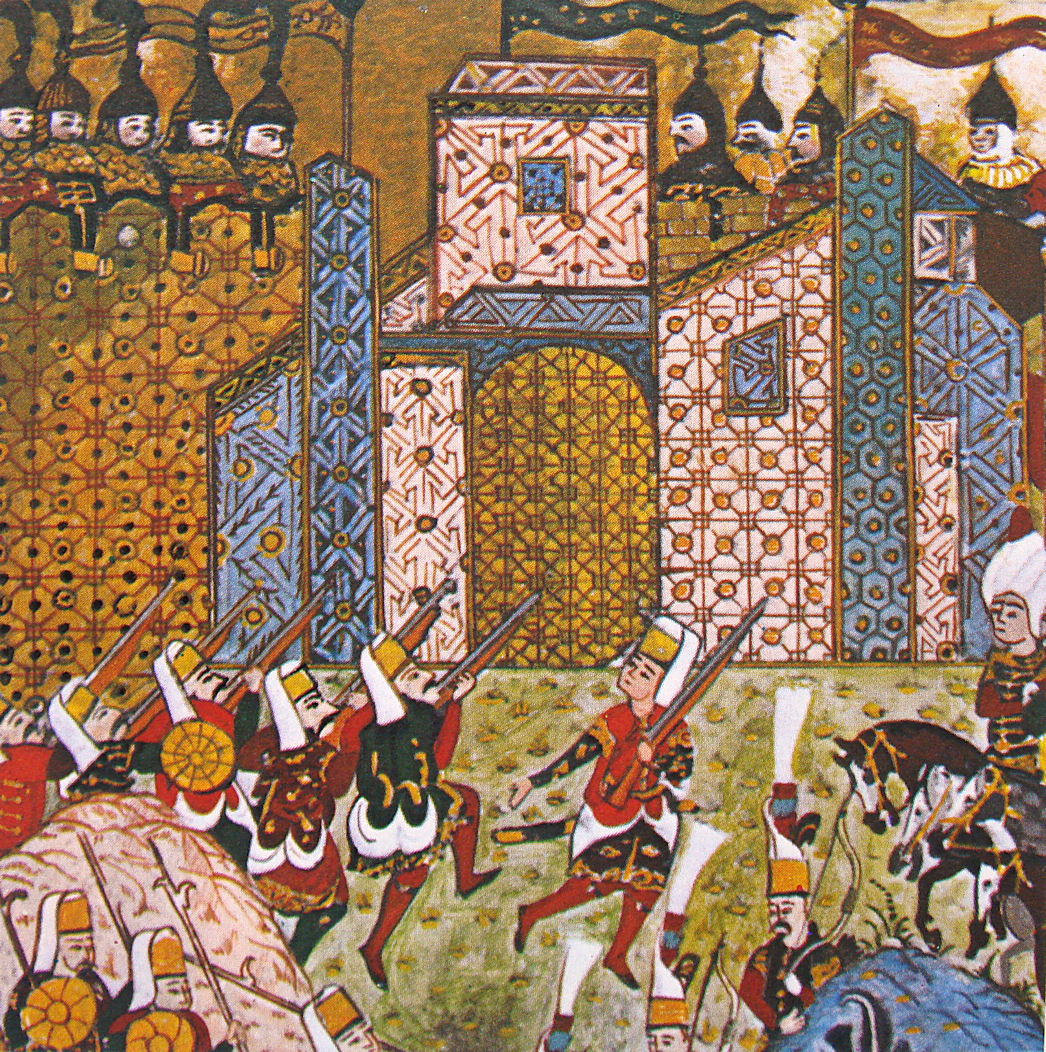
Les janissaires prennent Rhodes en 1522. Miniature ottomane.

Dans un premier temps, le duché de Naxos n'intéressa pas le sultan : son principal ennemi dans l'Égée était les chevaliers de Rhodes. Le duché s'était cependant mis potentiellement en danger. En 1521, Giovanni IV avait apporté son aide à la flotte des chevaliers qui se livrait à la guerre de course contre les navires ottomans qui reliaient l'Égypte à Constantinople. En 1522, Soliman le Magnifique mit le siège devant Rhodes. Philippe de Villiers de L'Isle-Adam appela tous les chrétiens à son aide. Il y eut un projet, avorté, de déplacer le siège de l'ordre vers Naxos. Ensuite, Giovanni ne put rien faire pour aider les assiégés. La chute de Rhodes affecta Naxos. La commanderie des chevaliers, créée dans la ville de Naxos sous Giacomo II Crispo en 1440 fut démantelée. Son église, Saint-Antoine, aux revenus très élevés, fut dévolue à l'entretien de l'archevêque catholique de l'Égée dont le siège fut déplacé de Rhodes à Naxos. L'évêché catholique de Naxos devint donc alors l'archevêché catholique de l'Égée. Le pape Clément VII nomma archevêque le Naxiote Iakovos Koppos,. Le duché de Naxos se trouvait alors en première ligne face à l'avancée ottomane. Par deux fois, entre 1522 et 1537, Giovanni se rendit à Venise pour demander de nouveaux bateaux et de l'argent pour améliorer les défenses de son duché.
Les relations entre Giovanni IV et la République étaient tendues. Le sort des fiefs vacants du duché avait peu à peu échappé au suzerain, le duc, pour dépendre du bon vouloir de Venise qui exerçait un protectorat sur l'archipel. Au début du règne de Giovanni, la principale pierre d'achoppement était le fief de Paros où la lignée masculine des Sommaripa s'était éteinte. Le duc voulut y rétablir sa souveraineté. Il envoya des troupes occuper les forteresses de Parikiá et Kephalos. Il finit par devoir les retirer quand les tribunaux vénitiens reconnurent Niccolo Venier, le fils d'une sœur du dernier baron, comme héritier. Cependant, le même problème se posa à la mort de celui-ci, qui n'avait pas d'enfant légitime. Après un nouveau procès, les tribunaux vénitiens déboutèrent une fois de plus le duc et reconnurent Cecilia Venier, la sœur de Niccolo, et son époux Bernardo Sagredo comme héritiers. Cela pesa dans les négociations avec la Sérénissime. Un amiral vénitien fit même alors remarquer que le duc était jeune, inexpérimenté et surtout très mal entouré. Il insistait en disant que ses conseillers ne poursuivaient que leur intérêt propre (et non celui de Venise),.
Le duché disposait cependant d'une nouvelle protection : celle de l'ambassadeur de France auprès de la Porte à Constantinople. Il s'était en effet fait le protecteur des catholiques dans l'Empire ottoman (et autour).

#### L'attaque de Barberousse

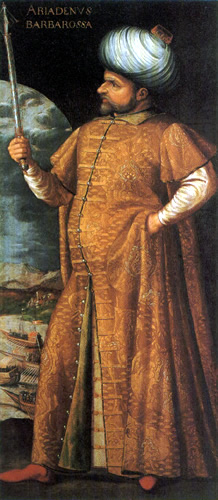
Khayr ad-Din Barberousse.

En mai 1537, deux cents navires de la flotte ottomane, commandée par Khayr ad-Din Barberousse, son Capitan Pacha (amiral), quittèrent Constantinople. L'objectif était l'Italie. Soliman devait le rejoindre avec l'armée en Albanie pour traverser l'Adriatique. Le gouverneur de Brindisi, passé du côté ottoman, devait favoriser le débarquement. En parallèle, le roi de France François Ier, alors allié de Soliman, devait attaquer les Habsbourg en Italie par le nord. Mais, François Ier changea d'avis et renonça à attaquer et la trahison du gouverneur de Brindisi fut découverte. Soliman tourna alors la flotte de Barberousse contre Corfou. Plus de 50 000 hommes et trente canons assiégèrent la forteresse fin août, début septembre mais ne purent la prendre. Les autres îles Ioniennes furent ravagées, puis Cythère et Égine.
La flotte ottomane se tourna vers les Cyclades et le duché de Naxos. Kéa et Kythnos, sur la route, furent attaquées. La population résista avant de céder. Le droit de guerre ottoman stipulait que toute conquête après combats livrait les habitants et leurs possessions aux vainqueurs. Une bonne partie de la population de ces deux îles fut donc déportée.
Paros fut ensuite assiégée. Son seigneur, Bernardo Sagredo se retrancha dans une forteresse imprenable de Kephalos, dans l'Est de l'île, au-dessus de Marpissa. Il finit par se rendre, vaincu par la famine ou, selon d'autres sources, par le manque de munitions au bout de quelques jours. La flotte ottomane aurait fait 6 000 victimes sur l'île (morts, esclaves et janissaires),. Barberousse envoya alors un émissaire au duc Giovanni, dont la forteresse naxiote se situe quasiment en face de la forteresse pariote qui venait de tomber. Le marché était simple : subir le sort de Paros ou payer un tribut et se reconnaître vassal de l'Empire ottoman. Les troupes turques débarquèrent dans le port de Naxos et s'installèrent dans les faubourgs de Chora. Les habitants s'étaient réfugiés dans le Kastro. Les Ottomans pillèrent ces faubourgs, s'emparant principalement des grains et de l'huile. Puis, ils s'attaquèrent aux murailles de la forteresse. Pendant ce temps, Giovanni, retiré dans sa forteresse d'Epanokastro dans les terres, se concerta avec ses conseillers puis préféra accepter le marché. Il versa 5 000 ou 6 000 (selon les sources) ducats et s'engagea à verser un tribut annuel de 5 000 ducats. Les Ottomans se retirèrent. Cette somme représentait la moitié du revenu annuel du duché.
Il semble que l'attitude de Giovanni IV alors aurait pu être politique. Il avait en effet les moyens militaires de résister à Barberousse. La saison s'avançait et les Ottomans ne pouvaient se permettre une campagne d'hiver. Ils ne pourraient plus être ravitaillés ni entreprendre d'opérations navales. Les forteresses naxiotes, principalement Epanokastro, dans les terres, pouvaient tenir longtemps. En fait, même l'offre de Barberousse tenait compte de ces éléments. Il aurait très bien pu procéder directement à une opération militaire de conquête et non à une négociation. Giovanni céda rapidement à cause de ses démêlés avec la république de Venise. Elle ne l'avait pas soutenu autant qu'il l'aurait voulu ; elle ne lui avait pas permis de reprendre le contrôle de ses fiefs. Le duc jugea qu'il n'avait pas à lutter jusqu'au bout pour elle, contrairement à Bernardo Sagredo qui, lui, était un noble vénitien.
Une partie de la flotte fit cependant le tour des autres îles du duché et des Cyclades pour y exiger des tributs. Les terres « vénitiennes » furent plus ou moins directement visées. Amorgós appartenait à la famille noble vénitienne des Querini ; Mykonos, dépendance directe de la République, fut pillée deux fois ; Anafi appartenait à la famille noble vénitienne des Pisani ; Sérifos était une possession de la famille noble vénitienne des Michieli.

#### Vassal du sultan

##### L'échec de la Sainte Ligue

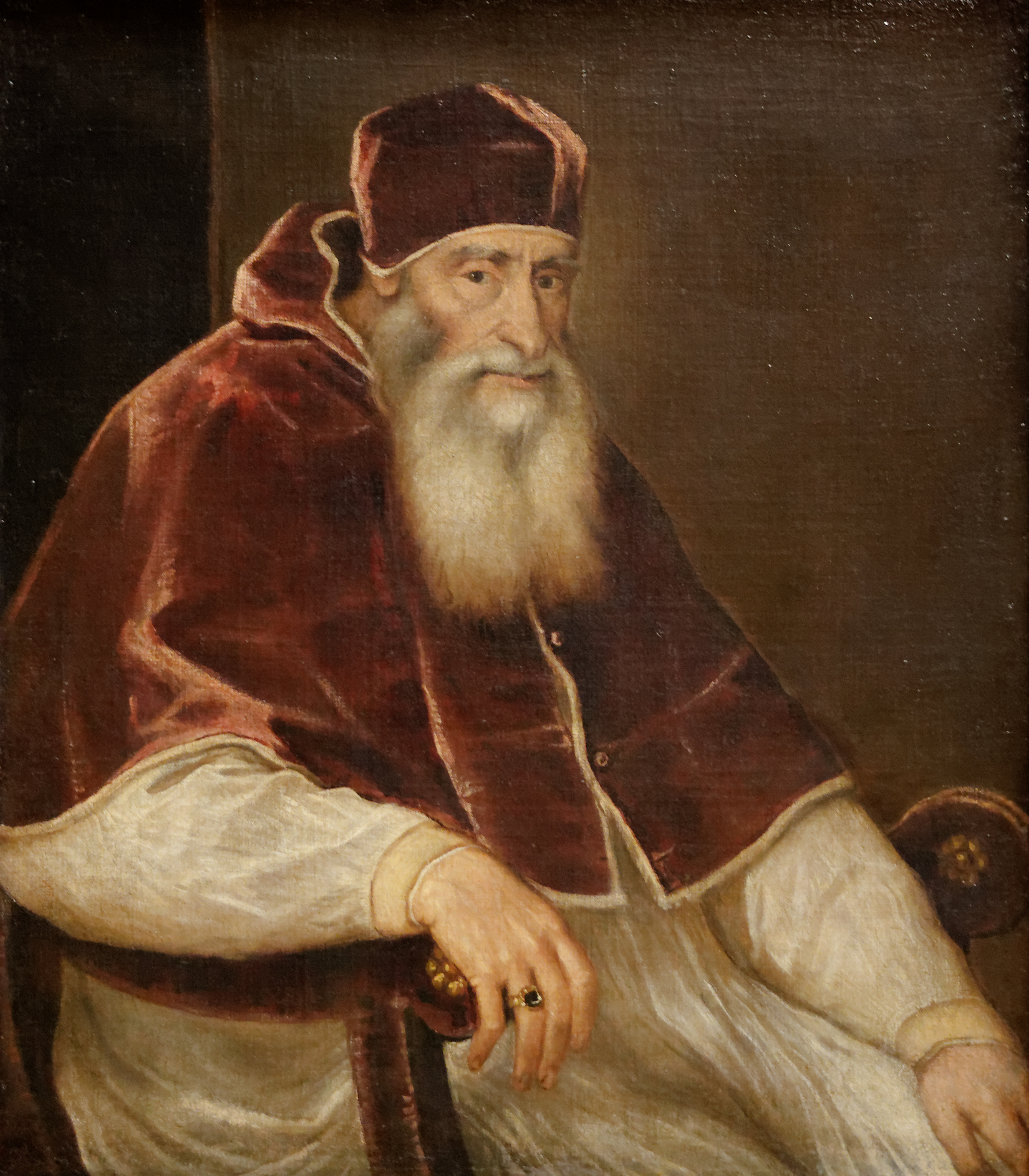
Le pape Paul III.

Le 1er décembre 1537, Giovanni IV écrivit une lettre au pape Paul III et aux autres souverains chrétiens. Il y racontait l'attaque qu'il venait de subir. Il prévenait que l'inaction et les divisions seraient fatales à l'ensemble de la Chrétienté. Il suggérait enfin une nouvelle croisade qui repousserait d'abord les Ottomans de l'Égée avant d'aller libérer le tombeau du Christ à Jérusalem. Il semble que cette lettre ait été un des éléments qui amenèrent à la création de la Sainte Ligue entre le pape, les Habsbourg et Venise. La flotte de la Ligue, commandée par Andrea Doria, fut défaite en septembre 1538 par Barberousse lors de la bataille de Prévéza. En 1540, la Ligue avait virtuellement cessé sa guerre contre l'Empire ottoman. Giovanni IV restait donc soumis aux conditions de l'accord de 1537.

##### Une soumission de plus en plus complète
En effet, dès 1538, la flotte ottomane était revenue dans l'Égée exiger le tribut. Elle s'était, au passage, emparée de Skiathos, Skópelos et Skyros. Elle avait aussi fait un arrêt à Tinos, une île vénitienne, et Andros. Giovanni avait payé lorsque les Ottomans avaient fait leur apparition à Naxos. Il avait cependant réussi à négocier par l'intermédiaire d'un de ses sujets, originaire de Milos, Manoli Cazzara (ou Katsaras), dès 1538, un abaissement du tribut. Il obtint même du sultan l'île de Paros, conquise sur Sagredo, et les fiefs que les nobles vénitiens Premarini détenaient sur Kéa, qu'il donna en dot à sa fille. Par contre, le lien de vassalité entre le duc et Niccolo Gozzadini pour Sifnos disparut : Gozzadini devint le vassal direct du sultan.

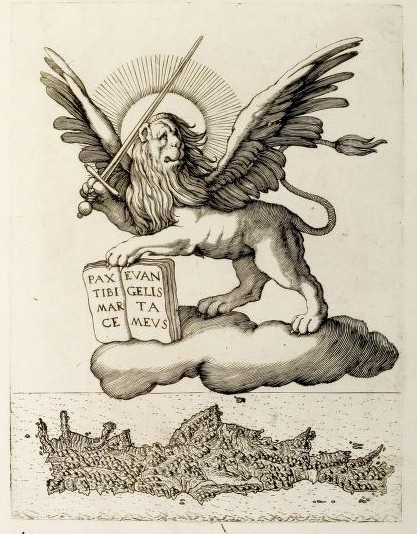
La Crète vénitienne.

Barberousse lui-même vint sur Naxos réclamer le tribut de 1538. Il séjourna chez Giovanni IV avec qui il s'entretint de la possibilité d'une action conjointe, ottomane et naxiote, contre la Crète qui appartenait à Venise. Pour le duc, une attaque contre la grande île n'était possible qu'en exploitant les conflits très forts entre paysans grecs et nobles latins. Il fut décidé d'envoyer une mission tâter le terrain sur place. Deux Grecs du duché en furent chargés. Il s'agissait de Manoli Cazzara et de Ioannis Tagaris. Tagaris était un archonte (notable grec) de Naxos qui fut plus tard kapetanios (chef) de la commune de Borgo, le faubourg grec de Chora. La mission ne donna rien mais elle est révélatrice de l'attitude de Giovanni IV. On y lit son ressentiment contre la Sérénissime mais aussi la politique qu'il envisageait pour se maintenir à la tête de son duché. Il renouait aussi avec une ambition ancienne des ducs de Naxos : s'emparer de la Crète. Marco Sanudo déjà y avait utilisé une rébellion grecque pour essayer de s'en saisir au début du XIIIe siècle.
Tous les ans ensuite, le duc versa un tribut (cizye ou haraç, les deux mots sont utilisés), plus des « cadeaux » (kaniski) aux Ottomans venus le réclamer ou aux capitaines qui faisaient escale dans l'île. Il en fut de même pour les autres nobles de l'Égée. Seule Tinos, île appartenant directement à Venise, y échappa. Si, dans les premières années, l'économie du duché put supporter les prélèvements, Giovanni dut ensuite augmenter les impôts pour réussir à payer. Il créa même un impôt foncier spécifique, le kharatzi (translittération grecque de l’haraç). Il semblerait que le tribut exigé par l'Empire ottoman ait été une capitation (cizye) mais que Giovanni IV l'ait récupéré sur ses sujets sous forme d'impôt foncier, d'où l'utilisation d’haraç. Les plus petites îles s'appauvrirent. Dans certains cas même, elles se dépeuplèrent, la population préférant aller chercher ailleurs de meilleures conditions de vie. En 1563, selon un diplomate vénitien qui visita l'archipel, seules Naxos, Paros, Milos, Syros et Santorin étaient encore habitées. Même s'il faut tenir compte de l'exagération, on peut en conclure que la plupart des petites îles n'étaient presque plus peuplées. En 1564, à la fin du règne de Giovanni, la population de l'île de Naxos est estimée à 6 000 habitants, dont 500 « Latins » qui avaient 26 prêtres catholiques à leur disposition,.
Le document mettant en place la sujétion du duché de Naxos a été perdu. Cependant, on dispose du texte du renouvellement, en 1564, au décès de Giovanni IV. Les stipulations étaient équivalentes à ce qu'on pouvait trouver pour d'autres princes locaux soumis ailleurs à l'Empire ottoman (Andros ou Transylvanie) : paiement d'un tribut, interdiction de recevoir des esclaves échappés de Turquie, restrictions dans la politique étrangère (interdiction d'avoir des relations amicales avec un ennemi du sultan) mais aussi (si les obligations étaient respectées) possibilité pour les tributaires de voyager dans tout l'Empire, possibilité de transmettre l'héritage à leur mort et possibilité d'acheter des victuailles dans l'Empire (leur exportation était par contre interdite).
La soumission aux autorités ottomanes se fit aussi à un autre niveau. Giovanni IV avait échangé un protectorat vénitien éloigné contre une domination ottomane proche. Ses sujets s'en étaient aussi rendu compte. Ainsi, alors qu'ils devaient auparavant subir l'autorité ducale sans espoir de faire « appel », ils pouvaient dorénavant se tourner vers une autorité supérieure qui avait les moyens d'agir rapidement : les administrateurs ottomans. Il semblerait que le duc en ait été assez régulièrement « menacé ». Or, chaque passage d'un Ottoman se soldait par un « cadeau » afin de se concilier ses bonnes grâces. Un chroniqueur vénitien écrit que Giovanni IV dépensait 4 000 de ses 10 000 ducats de revenu à payer le tribut et la majeure partie du reste en « cadeaux » et autres « gratifications ». Cependant, le même texte s'inquiétait du fait que le duc essayait d'attirer de nouveaux sujets au détriment de la Tinos vénitienne. Par conséquent, la situation du duc, du duché et de ses sujets ne devait pas être si catastrophique que l'affirment les sources. Giovanni IV aurait donc réussi à continuer à se maintenir dans un équilibre instable entre la république de Venise et l'Empire ottoman même en passant de la vassalité de l'une à la vassalité de l'autre.

##### Les conflits religieux entre chrétiens
Giovanni IV se trouva face à une importante difficulté lorsqu'il passa de l'orbite vénitienne à l'orbite ottomane. Il avait poursuivi la politique religieuse d'équilibre des ducs depuis Marco Sanudo, mais il restait catholique. L'Église dominante était l'Église catholique à laquelle les ecclésiastiques orthodoxes, dirigés par un protopapas étaient soumis. Or, la politique religieuse du sultan différait,.
Dès la prise de Constantinople en 1453, le sultan considéra le patriarche œcuménique de l’Église orthodoxe comme le dirigeant du « milliyet-i Rum » ou « millet des Romains », en fait les sujets de l'Empire romain d'Orient (ou Empire byzantin) qu'il avait conquis. Ce milliyet incluait tous les orthodoxes de l'Empire ottoman, dont les Grecs, comme ceux résidant dans le duché de Naxos. Le patriarche était responsable devant le sultan du bon comportement de ceux-ci. En échange, il lui était laissé de larges pouvoirs sur la communauté grecque ainsi que les privilèges qu’il avait obtenus sous l’Empire byzantin. Il contrôlait aussi bien les tribunaux, les écoles que les églises. La hiérarchie orthodoxe assuma rapidement le rôle de véritables chefs des villages. Le but des Ottomans, en favorisant la religion orthodoxe, était aussi politique. En effet, ainsi, ils creusaient le fossé entre les Églises orthodoxe et catholique afin d’éviter une résistance commune de toute la chrétienté.
Le sultan, en s'emparant du duché, avait exigé que les Grecs des îles disposent de prêtres orthodoxes relevant directement du patriarche de Constantinople. Il est en effet logique qu'après avoir obtenu le contrôle politique du duché de Naxos, le sultan ait exigé la mise en place de son instrument de contrôle de la population grecque : l'Église orthodoxe. Il divisait aussi les populations chrétiennes des îles pour mieux y régner. De plus, le duc de Naxos ne pouvait se permettre d'avoir des relations avec le pape, ennemi de son suzerain. En fait, comme pour le domaine diplomatique, il devait louvoyer entre Orient et Occident dans le domaine religieux.
Giovanni IV accepta la nomination d'un évêque orthodoxe pour Paronaxia : Theonas avec qui il se trouva très vite en conflit. Celui-ci aurait constaté le mécontentement des populations grecques contre les seigneurs latins et ouvertement demandé pourquoi de si nombreux Grecs acceptaient de se soumettre à un petit nombre de Francs. En 1559, Giovanni IV exila Theonas, avec l'assentiment tacite du sultan et du Patriarche, ce qui montre que le duc avait encore alors un poids certain. Mais, le successeur de Theonas, Beniamin, se montra tout aussi peu docile, malgré les revenus de trois monastères orthodoxes que Giovanni IV avait accordés dès 1558 à l'évêque de Paronaxia. En fait, Beniamin remplit parfaitement son rôle d'instrument au service du pouvoir ottoman. Il écrivit au sultan que les Latins des îles n'étaient pas de fidèles sujets,.
Les Ottomans, de leur côté, s'attaquèrent à l'archevêque catholique de l'Égée. Après 1540, il s'agissait de Sebastiano Dalla Cavella, un Grec dominicain. Mais, natif de Chios, il était sujet direct du sultan. Il fut arrêté pour n'avoir pas obtenu du sultan un berat (une lettre « de nomination » l'autorisant à devenir archevêque). Giovanni IV ne vint pas à l'aide de son archevêque, alors qu'il était responsable de sa situation : c'était au duc de faire la demande de berat. Il fut même assez satisfait de son emprisonnement. Le duc et l'archevêque étaient alors en conflit à propos des revenus de divers évêchés dont les sièges n'avaient pas été pourvus, dont celui de Santorin, ainsi que du revenu de l'église Saint-Antoine. La situation de cette église n'était pas claire : les Gozzadini (proches du duc) en réclamaient les revenus ; elle avait aussi été déclarée « prise de guerre » par les Ottomans après la capture de Rhodes en 1522 car elle appartenait aux chevaliers de Rhodes ; elle était passée de ces derniers à l'archevêque de l'Égée après leur expulsion de la région. En fait, Giovanni IV avait fini par la donner aux Gozzadini. La rançon de Dalla Cavella fut finalement payée : l'évêque vendit la plupart de ses biens. Il obtint un poste plus prestigieux à Lipari et mourut à Rome en 1566. Après lui, Francesco Pisani fut nommé archevêque de l'Égée, mais il ne vint jamais à Naxos ou en tout cas jamais du temps de Giovanni IV,.
En fait, les relations entre le duc et l'Église catholique n'étaient pas très bonnes. Giovanni IV, qui considérait, par simonisme peut-être, que l'Église catholique locale lui appartenait, menaça même en 1561 d'unir les catholiques du duché au patriarche de Constantinople. De même, le duc prit quatre édits concernant la religion pendant son règne : tous les quatre concernaient l'Église orthodoxe. Enfin, la duchesse fit appel à un prêtre orthodoxe et non catholique lorsqu'elle était très malade. On note ici le recul très fort du catholicisme. La présence catholique se maintenait pourtant, grâce aux ordres religieux : en 1535 par exemple, un monastère franciscain s'installa en dehors de Chora sur Naxos,.
À la fin du règne de Giovanni, un fort courant se développa dans la population grecque du duché en faveur d'un rattachement définitif à l'Empire ottoman.

### Décès et succession
Pour être sûr de transmettre le duché à son fils Giacomo, Giovanni IV le nomma gouverneur de Paros et Santorin. Il en fit ainsi un tributaire direct du sultan. Giovanni IV décéda vers la fin de l'année 1564. Le sultan reconnut la succession et Giacomo succéda à son père. Différentes versions furent proposées pour la fin du règne de Giacomo IV. Dans tous les cas, il est avéré qu'il fut déposé et emprisonné. Le sultan nomma un de ses favoris à la tête du duché : Joseph Nassi,.
Giovanni IV, comme tous les autres ducs de Naxos, ne fut pas enterré dans la cathédrale catholique du kastro. Il semblerait qu'il ait été enterré avec les autres ducs dans un cimetière hors de la forteresse et de la ville. D'après des récits du XIXe siècle, des fragments de pierres tombales étaient encore visibles alors, mais tout a disparu depuis. Il n'est donc pas possible de localiser ces tombes.

### Arbre généalogique
|  |  |                    |                    |                    |                    |                    |                    |  |  |                                           |                                           | Famille Sanudo                            |                                           |                                           |                                           |  |  |                                            |                                            |                                            |                                            |                                            |                                            |                 |                 |                                     |                                     |                                     |                                     |                                     |                                     |                           |                           |                                                                  |                                                                  |                                                                  |                                                                  |                                                                  |                                                                  |  |  |                                           |                                           |                                           |                                           |                                           |                                           |  |  |                                                    |                                                    |                                                    |                                                    |                                                    |                                                    |  |  |                                                              |                                                              |                                                              |                                                              |                                                              |                                                              |  |  |                                                     |                                                     |                                                     |                                                     |                                                     |                                                     |  |  |  |  |  |  |  |  |  |  |  |  |  |  |  |  |  |  |  |  |  |  |  |  |  |  |  |  |  |  |  |  |  |  |
|  |  |                    |                    |                    |                    |                    |                    |  |  |                                           |                                           |                                           |                                           |                                           |                                           |  |  |                                            |                                            |                                            |                                            |                                            |                                            |                 |                 |                                     |                                     |                                     |                                     |                                     |                                     |                           |                           |                                                                  |                                                                  |                                                                  |                                                                  |                                                                  |                                                                  |  |  |                                           |                                           |                                           |                                           |                                           |                                           |  |  |                                                    |                                                    |                                                    |                                                    |                                                    |                                                    |  |  |                                                              |                                                              |                                                              |                                                              |                                                              |                                                              |  |  |                                                     |                                                     |                                                     |                                                     |                                                     |                                                     |  |  |  |  |  |  |  |  |  |  |  |  |  |  |  |  |  |  |  |  |  |  |  |  |  |  |  |  |  |  |  |  |  |  |
|  |  |                    |                    |                    |                    |                    |                    |  |  |                                           |                                           |                                           |                                           |                                           |                                           |  |  |                                            |                                            |                                            |                                            |                                            |                                            |                 |                 |                                     |                                     |                                     |                                     |                                     |                                     |                           |                           |                                                                  |                                                                  |                                                                  |                                                                  |                                                                  |                                                                  |  |  |                                           |                                           |                                           |                                           |                                           |                                           |  |  |                                                    |                                                    |                                                    |                                                    |                                                    |                                                    |  |  |                                                              |                                                              |                                                              |                                                              |                                                              |                                                              |  |  |                                                     |                                                     |                                                     |                                                     |                                                     |                                                     |  |  |  |  |  |  |  |  |  |  |  |  |  |  |  |  |  |  |  |  |  |  |  |  |  |  |  |  |  |  |  |  |  |  |
|  |  |                    |                    |                    |                    |                    |                    |  |  |                                           |                                           |                                           |                                           |                                           |                                           |  |  |                                            |                                            |                                            |                                            |                                            |                                            |                 |                 |                                     |                                     |                                     |                                     |                                     |                                     |                           |                           |                                                                  |                                                                  |                                                                  |                                                                  |                                                                  |                                                                  |  |  |                                           |                                           |                                           |                                           |                                           |                                           |  |  |                                                    |                                                    |                                                    |                                                    |                                                    |                                                    |  |  |                                                              |                                                              |                                                              |                                                              |                                                              |                                                              |  |  |                                                     |                                                     |                                                     |                                                     |                                                     |                                                     |  |  |  |  |  |  |  |  |  |  |  |  |  |  |  |  |  |  |  |  |  |  |  |  |  |  |  |  |  |  |  |  |  |  |
|  |  |                    |                    |                    |                    |                    |                    |  |  |                                           |                                           |                                           |                                           |                                           |                                           |  |  |                                            |                                            |                                            |                                            | Fiorenza Sanuda                            | Fiorenza Sanuda                            | Fiorenza Sanuda | Fiorenza Sanuda | Fiorenza Sanuda                     | Fiorenza Sanuda                     |                                     |                                     | Francesco Ier 1383 - 1397           | Francesco Ier 1383 - 1397           | Francesco Ier 1383 - 1397 | Francesco Ier 1383 - 1397 | Francesco Ier 1383 - 1397                                        | Francesco Ier 1383 - 1397                                        |                                                                  |                                                                  |                                                                  |                                                                  |  |  |                                           |                                           |                                           |                                           |                                           |                                           |  |  |                                                    |                                                    |                                                    |                                                    |                                                    |                                                    |  |  |                                                              |                                                              |                                                              |                                                              |                                                              |                                                              |  |  |                                                     |                                                     |                                                     |                                                     |                                                     |                                                     |  |  |  |  |  |  |  |  |  |  |  |  |  |  |  |  |  |  |  |  |  |  |  |  |  |  |  |  |  |  |  |  |  |  |
|  |  |                    |                    |                    |                    |                    |                    |  |  |                                           |                                           |                                           |                                           |                                           |                                           |  |  |                                            |                                            |                                            |                                            | Fiorenza Sanuda                            | Fiorenza Sanuda                            | Fiorenza Sanuda | Fiorenza Sanuda | Fiorenza Sanuda                     | Fiorenza Sanuda                     |                                     |                                     | Francesco Ier 1383 - 1397           | Francesco Ier 1383 - 1397           | Francesco Ier 1383 - 1397 | Francesco Ier 1383 - 1397 | Francesco Ier 1383 - 1397                                        | Francesco Ier 1383 - 1397                                        |                                                                  |                                                                  |                                                                  |                                                                  |  |  |                                           |                                           |                                           |                                           |                                           |                                           |  |  |                                                    |                                                    |                                                    |                                                    |                                                    |                                                    |  |  |                                                              |                                                              |                                                              |                                                              |                                                              |                                                              |  |  |                                                     |                                                     |                                                     |                                                     |                                                     |                                                     |  |  |  |  |  |  |  |  |  |  |  |  |  |  |  |  |  |  |  |  |  |  |  |  |  |  |  |  |  |  |  |  |  |  |
|  |  |                    |                    |                    |                    |                    |                    |  |  |                                           |                                           |                                           |                                           |                                           |                                           |  |  |                                            |                                            |                                            |                                            |                                            |                                            |                 |                 |                                     |                                     |                                     |                                     |                                     |                                     |                           |                           |                                                                  |                                                                  |                                                                  |                                                                  |                                                                  |                                                                  |  |  |                                           |                                           |                                           |                                           |                                           |                                           |  |  |                                                    |                                                    |                                                    |                                                    |                                                    |                                                    |  |  |                                                              |                                                              |                                                              |                                                              |                                                              |                                                              |  |  |                                                     |                                                     |                                                     |                                                     |                                                     |                                                     |  |  |  |  |  |  |  |  |  |  |  |  |  |  |  |  |  |  |  |  |  |  |  |  |  |  |  |  |  |  |  |  |  |  |
|  |  |                    |                    |                    |                    |                    |                    |  |  |                                           |                                           |                                           |                                           |                                           |                                           |  |  |                                            |                                            |                                            |                                            |                                            |                                            |                 |                 |                                     |                                     |                                     |                                     |                                     |                                     |                           |                           |                                                                  |                                                                  |                                                                  |                                                                  |                                                                  |                                                                  |  |  |                                           |                                           |                                           |                                           |                                           |                                           |  |  |                                                    |                                                    |                                                    |                                                    |                                                    |                                                    |  |  |                                                              |                                                              |                                                              |                                                              |                                                              |                                                              |  |  |                                                     |                                                     |                                                     |                                                     |                                                     |                                                     |  |  |  |  |  |  |  |  |  |  |  |  |  |  |  |  |  |  |  |  |  |  |  |  |  |  |  |  |  |  |  |  |  |  |
|  |  | Fiorenza Sommaripa | Fiorenza Sommaripa | Fiorenza Sommaripa | Fiorenza Sommaripa | Fiorenza Sommaripa | Fiorenza Sommaripa |  |  | Giacomo Ier 1397-1418                     | Giacomo Ier 1397-1418                     | Giacomo Ier 1397-1418                     | Giacomo Ier 1397-1418                     | Giacomo Ier 1397-1418                     | Giacomo Ier 1397-1418                     |  |  | Giovanni II 1419-1433 ∞ Francesca Morosini | Giovanni II 1419-1433 ∞ Francesca Morosini | Giovanni II 1419-1433 ∞ Francesca Morosini | Giovanni II 1419-1433 ∞ Francesca Morosini | Giovanni II 1419-1433 ∞ Francesca Morosini | Giovanni II 1419-1433 ∞ Francesca Morosini |                 |                 | Marco (apanages de Ios et Therasia) | Marco (apanages de Ios et Therasia) | Marco (apanages de Ios et Therasia) | Marco (apanages de Ios et Therasia) | Marco (apanages de Ios et Therasia) | Marco (apanages de Ios et Therasia) |                           |                           | Guiglelmo II 1453-1463 ∞ Elisabetha da Pesaro                    | Guiglelmo II 1453-1463 ∞ Elisabetha da Pesaro                    | Guiglelmo II 1453-1463 ∞ Elisabetha da Pesaro                    | Guiglelmo II 1453-1463 ∞ Elisabetha da Pesaro                    | Guiglelmo II 1453-1463 ∞ Elisabetha da Pesaro                    | Guiglelmo II 1453-1463 ∞ Elisabetha da Pesaro                    |  |  | Niccolo (apanage de Syros et Santorin)    | Niccolo (apanage de Syros et Santorin)    | Niccolo (apanage de Syros et Santorin)    | Niccolo (apanage de Syros et Santorin)    | Niccolo (apanage de Syros et Santorin)    | Niccolo (apanage de Syros et Santorin)    |  |  | Pietro                                             | Pietro                                             | Pietro                                             | Pietro                                             | Pietro                                             | Pietro                                             |  |  | Pétronille ∞ Pietro Zéno (Andros en dot)                     | Pétronille ∞ Pietro Zéno (Andros en dot)                     | Pétronille ∞ Pietro Zéno (Andros en dot)                     | Pétronille ∞ Pietro Zéno (Andros en dot)                     | Pétronille ∞ Pietro Zéno (Andros en dot)                     | Pétronille ∞ Pietro Zéno (Andros en dot)                     |  |  | Agnese ∞ Dragonetto Clavelli (seigneur de Nissyros) | Agnese ∞ Dragonetto Clavelli (seigneur de Nissyros) | Agnese ∞ Dragonetto Clavelli (seigneur de Nissyros) | Agnese ∞ Dragonetto Clavelli (seigneur de Nissyros) | Agnese ∞ Dragonetto Clavelli (seigneur de Nissyros) | Agnese ∞ Dragonetto Clavelli (seigneur de Nissyros) |  |  |  |  |  |  |  |  |  |  |  |  |  |  |  |  |  |  |  |  |  |  |  |  |  |  |  |  |  |  |  |  |  |  |
|  |  | Fiorenza Sommaripa | Fiorenza Sommaripa | Fiorenza Sommaripa | Fiorenza Sommaripa | Fiorenza Sommaripa | Fiorenza Sommaripa |  |  | Giacomo Ier 1397-1418                     | Giacomo Ier 1397-1418                     | Giacomo Ier 1397-1418                     | Giacomo Ier 1397-1418                     | Giacomo Ier 1397-1418                     | Giacomo Ier 1397-1418                     |  |  | Giovanni II 1419-1433 ∞ Francesca Morosini | Giovanni II 1419-1433 ∞ Francesca Morosini | Giovanni II 1419-1433 ∞ Francesca Morosini | Giovanni II 1419-1433 ∞ Francesca Morosini | Giovanni II 1419-1433 ∞ Francesca Morosini | Giovanni II 1419-1433 ∞ Francesca Morosini |                 |                 | Marco (apanages de Ios et Therasia) | Marco (apanages de Ios et Therasia) | Marco (apanages de Ios et Therasia) | Marco (apanages de Ios et Therasia) | Marco (apanages de Ios et Therasia) | Marco (apanages de Ios et Therasia) |                           |                           | Guiglelmo II 1453-1463 ∞ Elisabetha da Pesaro                    | Guiglelmo II 1453-1463 ∞ Elisabetha da Pesaro                    | Guiglelmo II 1453-1463 ∞ Elisabetha da Pesaro                    | Guiglelmo II 1453-1463 ∞ Elisabetha da Pesaro                    | Guiglelmo II 1453-1463 ∞ Elisabetha da Pesaro                    | Guiglelmo II 1453-1463 ∞ Elisabetha da Pesaro                    |  |  | Niccolo (apanage de Syros et Santorin)    | Niccolo (apanage de Syros et Santorin)    | Niccolo (apanage de Syros et Santorin)    | Niccolo (apanage de Syros et Santorin)    | Niccolo (apanage de Syros et Santorin)    | Niccolo (apanage de Syros et Santorin)    |  |  | Pietro                                             | Pietro                                             | Pietro                                             | Pietro                                             | Pietro                                             | Pietro                                             |  |  | Pétronille ∞ Pietro Zéno (Andros en dot)                     | Pétronille ∞ Pietro Zéno (Andros en dot)                     | Pétronille ∞ Pietro Zéno (Andros en dot)                     | Pétronille ∞ Pietro Zéno (Andros en dot)                     | Pétronille ∞ Pietro Zéno (Andros en dot)                     | Pétronille ∞ Pietro Zéno (Andros en dot)                     |  |  | Agnese ∞ Dragonetto Clavelli (seigneur de Nissyros) | Agnese ∞ Dragonetto Clavelli (seigneur de Nissyros) | Agnese ∞ Dragonetto Clavelli (seigneur de Nissyros) | Agnese ∞ Dragonetto Clavelli (seigneur de Nissyros) | Agnese ∞ Dragonetto Clavelli (seigneur de Nissyros) | Agnese ∞ Dragonetto Clavelli (seigneur de Nissyros) |  |  |  |  |  |  |  |  |  |  |  |  |  |  |  |  |  |  |  |  |  |  |  |  |  |  |  |  |  |  |  |  |  |  |
|  |  |                    |                    |                    |                    |                    |                    |  |  |                                           |                                           |                                           |                                           |                                           |                                           |  |  |                                            |                                            |                                            |                                            |                                            |                                            |                 |                 |                                     |                                     |                                     |                                     |                                     |                                     |                           |                           |                                                                  |                                                                  |                                                                  |                                                                  |                                                                  |                                                                  |  |  |                                           |                                           |                                           |                                           |                                           |                                           |  |  |                                                    |                                                    |                                                    |                                                    |                                                    |                                                    |  |  |                                                              |                                                              |                                                              |                                                              |                                                              |                                                              |  |  |                                                     |                                                     |                                                     |                                                     |                                                     |                                                     |  |  |  |  |  |  |  |  |  |  |  |  |  |  |  |  |  |  |  |  |  |  |  |  |  |  |  |  |  |  |  |  |  |  |
|  |  |                    |                    |                    |                    |                    |                    |  |  |                                           |                                           |                                           |                                           |                                           |                                           |  |  |                                            |                                            |                                            |                                            |                                            |                                            |                 |                 |                                     |                                     |                                     |                                     |                                     |                                     |                           |                           |                                                                  |                                                                  |                                                                  |                                                                  |                                                                  |                                                                  |  |  |                                           |                                           |                                           |                                           |                                           |                                           |  |  |                                                    |                                                    |                                                    |                                                    |                                                    |                                                    |  |  |                                                              |                                                              |                                                              |                                                              |                                                              |                                                              |  |  |                                                     |                                                     |                                                     |                                                     |                                                     |                                                     |  |  |  |  |  |  |  |  |  |  |  |  |  |  |  |  |  |  |  |  |  |  |  |  |  |  |  |  |  |  |  |  |  |  |
|  |  | deux filles        | deux filles        | deux filles        | deux filles        | deux filles        | deux filles        |  |  | Giacomo II 1433-1447 ∞ Ginevra Gattilusio | Giacomo II 1433-1447 ∞ Ginevra Gattilusio | Giacomo II 1433-1447 ∞ Ginevra Gattilusio | Giacomo II 1433-1447 ∞ Ginevra Gattilusio | Giacomo II 1433-1447 ∞ Ginevra Gattilusio | Giacomo II 1433-1447 ∞ Ginevra Gattilusio |  |  | Adriana et Caterina                        | Adriana et Caterina                        | Adriana et Caterina                        | Adriana et Caterina                        | Adriana et Caterina                        | Adriana et Caterina                        |                 |                 | Francesco                           | Francesco                           | Francesco                           | Francesco                           | Francesco                           | Francesco                           |                           |                           | Fiorenza                                                         | Fiorenza                                                         | Fiorenza                                                         | Fiorenza                                                         | Fiorenza                                                         | Fiorenza                                                         |  |  | Francesco II 1463 ∞ Petronilla Bembo      | Francesco II 1463 ∞ Petronilla Bembo      | Francesco II 1463 ∞ Petronilla Bembo      | Francesco II 1463 ∞ Petronilla Bembo      | Francesco II 1463 ∞ Petronilla Bembo      | Francesco II 1463 ∞ Petronilla Bembo      |  |  | trois fils et sept filles                          | trois fils et sept filles                          | trois fils et sept filles                          | trois fils et sept filles                          | trois fils et sept filles                          | trois fils et sept filles                          |  |  | Giovanni                                                     | Giovanni                                                     | Giovanni                                                     | Giovanni                                                     | Giovanni                                                     | Giovanni                                                     |  |  |                                                     |                                                     |                                                     |                                                     |                                                     |                                                     |  |  |  |  |  |  |  |  |  |  |  |  |  |  |  |  |  |  |  |  |  |  |  |  |  |  |  |  |  |  |  |  |  |  |
|  |  | deux filles        | deux filles        | deux filles        | deux filles        | deux filles        | deux filles        |  |  | Giacomo II 1433-1447 ∞ Ginevra Gattilusio | Giacomo II 1433-1447 ∞ Ginevra Gattilusio | Giacomo II 1433-1447 ∞ Ginevra Gattilusio | Giacomo II 1433-1447 ∞ Ginevra Gattilusio | Giacomo II 1433-1447 ∞ Ginevra Gattilusio | Giacomo II 1433-1447 ∞ Ginevra Gattilusio |  |  | Adriana et Caterina                        | Adriana et Caterina                        | Adriana et Caterina                        | Adriana et Caterina                        | Adriana et Caterina                        | Adriana et Caterina                        |                 |                 | Francesco                           | Francesco                           | Francesco                           | Francesco                           | Francesco                           | Francesco                           |                           |                           | Fiorenza                                                         | Fiorenza                                                         | Fiorenza                                                         | Fiorenza                                                         | Fiorenza                                                         | Fiorenza                                                         |  |  | Francesco II 1463 ∞ Petronilla Bembo      | Francesco II 1463 ∞ Petronilla Bembo      | Francesco II 1463 ∞ Petronilla Bembo      | Francesco II 1463 ∞ Petronilla Bembo      | Francesco II 1463 ∞ Petronilla Bembo      | Francesco II 1463 ∞ Petronilla Bembo      |  |  | trois fils et sept filles                          | trois fils et sept filles                          | trois fils et sept filles                          | trois fils et sept filles                          | trois fils et sept filles                          | trois fils et sept filles                          |  |  | Giovanni                                                     | Giovanni                                                     | Giovanni                                                     | Giovanni                                                     | Giovanni                                                     | Giovanni                                                     |  |  |                                                     |                                                     |                                                     |                                                     |                                                     |                                                     |  |  |  |  |  |  |  |  |  |  |  |  |  |  |  |  |  |  |  |  |  |  |  |  |  |  |  |  |  |  |  |  |  |  |
|  |  |                    |                    |                    |                    |                    |                    |  |  |                                           |                                           |                                           |                                           |                                           |                                           |  |  |                                            |                                            |                                            |                                            |                                            |                                            |                 |                 |                                     |                                     |                                     |                                     |                                     |                                     |                           |                           |                                                                  |                                                                  |                                                                  |                                                                  |                                                                  |                                                                  |  |  |                                           |                                           |                                           |                                           |                                           |                                           |  |  |                                                    |                                                    |                                                    |                                                    |                                                    |                                                    |  |  |                                                              |                                                              |                                                              |                                                              |                                                              |                                                              |  |  |                                                     |                                                     |                                                     |                                                     |                                                     |                                                     |  |  |  |  |  |  |  |  |  |  |  |  |  |  |  |  |  |  |  |  |  |  |  |  |  |  |  |  |  |  |  |  |  |  |
|  |  |                    |                    |                    |                    |                    |                    |  |  | Gian Giacomo 1447-1453                    | Gian Giacomo 1447-1453                    | Gian Giacomo 1447-1453                    | Gian Giacomo 1447-1453                    | Gian Giacomo 1447-1453                    | Gian Giacomo 1447-1453                    |  |  |                                            |                                            |                                            |                                            |                                            |                                            |                 |                 |                                     |                                     |                                     |                                     |                                     |                                     |                           |                           | Giacomo III 1463-1480 ∞ Caterina Gozzadini                       | Giacomo III 1463-1480 ∞ Caterina Gozzadini                       | Giacomo III 1463-1480 ∞ Caterina Gozzadini                       | Giacomo III 1463-1480 ∞ Caterina Gozzadini                       | Giacomo III 1463-1480 ∞ Caterina Gozzadini                       | Giacomo III 1463-1480 ∞ Caterina Gozzadini                       |  |  |                                           |                                           |                                           |                                           |                                           |                                           |  |  | Giovanni III 1480-1494 ∞ une Morosini              | Giovanni III 1480-1494 ∞ une Morosini              | Giovanni III 1480-1494 ∞ une Morosini              | Giovanni III 1480-1494 ∞ une Morosini              | Giovanni III 1480-1494 ∞ une Morosini              | Giovanni III 1480-1494 ∞ une Morosini              |  |  |                                                              |                                                              |                                                              |                                                              |                                                              |                                                              |  |  |                                                     |                                                     |                                                     |                                                     |                                                     |                                                     |  |  |  |  |  |  |  |  |  |  |  |  |  |  |  |  |  |  |  |  |  |  |  |  |  |  |  |  |  |  |  |  |  |  |
|  |  |                    |                    |                    |                    |                    |                    |  |  | Gian Giacomo 1447-1453                    | Gian Giacomo 1447-1453                    | Gian Giacomo 1447-1453                    | Gian Giacomo 1447-1453                    | Gian Giacomo 1447-1453                    | Gian Giacomo 1447-1453                    |  |  |                                            |                                            |                                            |                                            |                                            |                                            |                 |                 |                                     |                                     |                                     |                                     |                                     |                                     |                           |                           | Giacomo III 1463-1480 ∞ Caterina Gozzadini                       | Giacomo III 1463-1480 ∞ Caterina Gozzadini                       | Giacomo III 1463-1480 ∞ Caterina Gozzadini                       | Giacomo III 1463-1480 ∞ Caterina Gozzadini                       | Giacomo III 1463-1480 ∞ Caterina Gozzadini                       | Giacomo III 1463-1480 ∞ Caterina Gozzadini                       |  |  |                                           |                                           |                                           |                                           |                                           |                                           |  |  | Giovanni III 1480-1494 ∞ une Morosini              | Giovanni III 1480-1494 ∞ une Morosini              | Giovanni III 1480-1494 ∞ une Morosini              | Giovanni III 1480-1494 ∞ une Morosini              | Giovanni III 1480-1494 ∞ une Morosini              | Giovanni III 1480-1494 ∞ une Morosini              |  |  |                                                              |                                                              |                                                              |                                                              |                                                              |                                                              |  |  |                                                     |                                                     |                                                     |                                                     |                                                     |                                                     |  |  |  |  |  |  |  |  |  |  |  |  |  |  |  |  |  |  |  |  |  |  |  |  |  |  |  |  |  |  |  |  |  |  |
|  |  |                    |                    |                    |                    |                    |                    |  |  |                                           |                                           |                                           |                                           |                                           |                                           |  |  |                                            |                                            |                                            |                                            |                                            |                                            |                 |                 |                                     |                                     |                                     |                                     |                                     |                                     |                           |                           | une fille ∞ Domenico Pisani (Santorin en dot)                    | une fille ∞ Domenico Pisani (Santorin en dot)                    | une fille ∞ Domenico Pisani (Santorin en dot)                    | une fille ∞ Domenico Pisani (Santorin en dot)                    | une fille ∞ Domenico Pisani (Santorin en dot)                    | une fille ∞ Domenico Pisani (Santorin en dot)                    |  |  |                                           |                                           |                                           |                                           |                                           |                                           |  |  | Francesco III 1500-1510 ∞ Taddea/Caterina Loredano | Francesco III 1500-1510 ∞ Taddea/Caterina Loredano | Francesco III 1500-1510 ∞ Taddea/Caterina Loredano | Francesco III 1500-1510 ∞ Taddea/Caterina Loredano | Francesco III 1500-1510 ∞ Taddea/Caterina Loredano | Francesco III 1500-1510 ∞ Taddea/Caterina Loredano |  |  |                                                              |                                                              |                                                              |                                                              |                                                              |                                                              |  |  |                                                     |                                                     |                                                     |                                                     |                                                     |                                                     |  |  |  |  |  |  |  |  |  |  |  |  |  |  |  |  |  |  |  |  |  |  |  |  |  |  |  |  |  |  |  |  |  |  |
|  |  |                    |                    |                    |                    |                    |                    |  |  |                                           |                                           |                                           |                                           |                                           |                                           |  |  |                                            |                                            |                                            |                                            |                                            |                                            |                 |                 |                                     |                                     |                                     |                                     |                                     |                                     |                           |                           | une fille ∞ Domenico Pisani (Santorin en dot)                    | une fille ∞ Domenico Pisani (Santorin en dot)                    | une fille ∞ Domenico Pisani (Santorin en dot)                    | une fille ∞ Domenico Pisani (Santorin en dot)                    | une fille ∞ Domenico Pisani (Santorin en dot)                    | une fille ∞ Domenico Pisani (Santorin en dot)                    |  |  |                                           |                                           |                                           |                                           |                                           |                                           |  |  | Francesco III 1500-1510 ∞ Taddea/Caterina Loredano | Francesco III 1500-1510 ∞ Taddea/Caterina Loredano | Francesco III 1500-1510 ∞ Taddea/Caterina Loredano | Francesco III 1500-1510 ∞ Taddea/Caterina Loredano | Francesco III 1500-1510 ∞ Taddea/Caterina Loredano | Francesco III 1500-1510 ∞ Taddea/Caterina Loredano |  |  |                                                              |                                                              |                                                              |                                                              |                                                              |                                                              |  |  |                                                     |                                                     |                                                     |                                                     |                                                     |                                                     |  |  |  |  |  |  |  |  |  |  |  |  |  |  |  |  |  |  |  |  |  |  |  |  |  |  |  |  |  |  |  |  |  |  |
|  |  |                    |                    |                    |                    |                    |                    |  |  |                                           |                                           |                                           |                                           |                                           |                                           |  |  |                                            |                                            |                                            |                                            |                                            |                                            |                 |                 |                                     |                                     |                                     |                                     |                                     |                                     |                           |                           |                                                                  |                                                                  |                                                                  |                                                                  |                                                                  |                                                                  |  |  |                                           |                                           |                                           |                                           |                                           |                                           |  |  |                                                    |                                                    |                                                    |                                                    |                                                    |                                                    |  |  |                                                              |                                                              |                                                              |                                                              |                                                              |                                                              |  |  |                                                     |                                                     |                                                     |                                                     |                                                     |                                                     |  |  |  |  |  |  |  |  |  |  |  |  |  |  |  |  |  |  |  |  |  |  |  |  |  |  |  |  |  |  |  |  |  |  |
|  |  |                    |                    |                    |                    |                    |                    |  |  |                                           |                                           |                                           |                                           |                                           |                                           |  |  |                                            |                                            |                                            |                                            |                                            |                                            |                 |                 |                                     |                                     |                                     |                                     |                                     |                                     |                           |                           |                                                                  |                                                                  |                                                                  |                                                                  |                                                                  |                                                                  |  |  | Giovanni IV 1510-1564 ∞ Adriana Gozzadini | Giovanni IV 1510-1564 ∞ Adriana Gozzadini | Giovanni IV 1510-1564 ∞ Adriana Gozzadini | Giovanni IV 1510-1564 ∞ Adriana Gozzadini | Giovanni IV 1510-1564 ∞ Adriana Gozzadini | Giovanni IV 1510-1564 ∞ Adriana Gozzadini |  |  |                                                    |                                                    |                                                    |                                                    |                                                    |                                                    |  |  | Catherine ∞ Gianluigi Pisani (seigneur de Chios)             | Catherine ∞ Gianluigi Pisani (seigneur de Chios)             | Catherine ∞ Gianluigi Pisani (seigneur de Chios)             | Catherine ∞ Gianluigi Pisani (seigneur de Chios)             | Catherine ∞ Gianluigi Pisani (seigneur de Chios)             | Catherine ∞ Gianluigi Pisani (seigneur de Chios)             |  |  |                                                     |                                                     |                                                     |                                                     |                                                     |                                                     |  |  |  |  |  |  |  |  |  |  |  |  |  |  |  |  |  |  |  |  |  |  |  |  |  |  |  |  |  |  |  |  |  |  |
|  |  |                    |                    |                    |                    |                    |                    |  |  |                                           |                                           |                                           |                                           |                                           |                                           |  |  |                                            |                                            |                                            |                                            |                                            |                                            |                 |                 |                                     |                                     |                                     |                                     |                                     |                                     |                           |                           |                                                                  |                                                                  |                                                                  |                                                                  |                                                                  |                                                                  |  |  | Giovanni IV 1510-1564 ∞ Adriana Gozzadini | Giovanni IV 1510-1564 ∞ Adriana Gozzadini | Giovanni IV 1510-1564 ∞ Adriana Gozzadini | Giovanni IV 1510-1564 ∞ Adriana Gozzadini | Giovanni IV 1510-1564 ∞ Adriana Gozzadini | Giovanni IV 1510-1564 ∞ Adriana Gozzadini |  |  |                                                    |                                                    |                                                    |                                                    |                                                    |                                                    |  |  | Catherine ∞ Gianluigi Pisani (seigneur de Chios)             | Catherine ∞ Gianluigi Pisani (seigneur de Chios)             | Catherine ∞ Gianluigi Pisani (seigneur de Chios)             | Catherine ∞ Gianluigi Pisani (seigneur de Chios)             | Catherine ∞ Gianluigi Pisani (seigneur de Chios)             | Catherine ∞ Gianluigi Pisani (seigneur de Chios)             |  |  |                                                     |                                                     |                                                     |                                                     |                                                     |                                                     |  |  |  |  |  |  |  |  |  |  |  |  |  |  |  |  |  |  |  |  |  |  |  |  |  |  |  |  |  |  |  |  |  |  |
|  |  |                    |                    |                    |                    |                    |                    |  |  |                                           |                                           |                                           |                                           |                                           |                                           |  |  |                                            |                                            |                                            |                                            |                                            |                                            |                 |                 |                                     |                                     |                                     |                                     |                                     |                                     |                           |                           |                                                                  |                                                                  |                                                                  |                                                                  |                                                                  |                                                                  |  |  |                                           |                                           |                                           |                                           |                                           |                                           |  |  |                                                    |                                                    |                                                    |                                                    |                                                    |                                                    |  |  |                                                              |                                                              |                                                              |                                                              |                                                              |                                                              |  |  |                                                     |                                                     |                                                     |                                                     |                                                     |                                                     |  |  |  |  |  |  |  |  |  |  |  |  |  |  |  |  |  |  |  |  |  |  |  |  |  |  |  |  |  |  |  |  |  |  |
|  |  |                    |                    |                    |                    |                    |                    |  |  |                                           |                                           |                                           |                                           |                                           |                                           |  |  |                                            |                                            |                                            |                                            |                                            |                                            |                 |                 |                                     |                                     |                                     |                                     |                                     |                                     |                           |                           | Caterina ∞ Niccolo III Gozzadini (seigneur de Sifnos et Kythnos) | Caterina ∞ Niccolo III Gozzadini (seigneur de Sifnos et Kythnos) | Caterina ∞ Niccolo III Gozzadini (seigneur de Sifnos et Kythnos) | Caterina ∞ Niccolo III Gozzadini (seigneur de Sifnos et Kythnos) | Caterina ∞ Niccolo III Gozzadini (seigneur de Sifnos et Kythnos) | Caterina ∞ Niccolo III Gozzadini (seigneur de Sifnos et Kythnos) |  |  | Francesco ∞ Fiorenza Gozzadini            | Francesco ∞ Fiorenza Gozzadini            | Francesco ∞ Fiorenza Gozzadini            | Francesco ∞ Fiorenza Gozzadini            | Francesco ∞ Fiorenza Gozzadini            | Francesco ∞ Fiorenza Gozzadini            |  |  | Giacomo IV 1564-1566 ∞ Cecilia Sommaripa           | Giacomo IV 1564-1566 ∞ Cecilia Sommaripa           | Giacomo IV 1564-1566 ∞ Cecilia Sommaripa           | Giacomo IV 1564-1566 ∞ Cecilia Sommaripa           | Giacomo IV 1564-1566 ∞ Cecilia Sommaripa           | Giacomo IV 1564-1566 ∞ Cecilia Sommaripa           |  |  | Thaddea Crispo ∞ Gianfrancesco Sommaripa (seigneur d'Andros) | Thaddea Crispo ∞ Gianfrancesco Sommaripa (seigneur d'Andros) | Thaddea Crispo ∞ Gianfrancesco Sommaripa (seigneur d'Andros) | Thaddea Crispo ∞ Gianfrancesco Sommaripa (seigneur d'Andros) | Thaddea Crispo ∞ Gianfrancesco Sommaripa (seigneur d'Andros) | Thaddea Crispo ∞ Gianfrancesco Sommaripa (seigneur d'Andros) |  |  |                                                     |                                                     |                                                     |                                                     |                                                     |                                                     |  |  |  |  |  |  |  |  |  |  |  |  |  |  |  |  |  |  |  |  |  |  |  |  |  |  |  |  |  |  |  |  |  |  |
|  |  |                    |                    |                    |                    |                    |                    |  |  |                                           |                                           |                                           |                                           |                                           |                                           |  |  |                                            |                                            |                                            |                                            |                                            |                                            |                 |                 |                                     |                                     |                                     |                                     |                                     |                                     |                           |                           | Caterina ∞ Niccolo III Gozzadini (seigneur de Sifnos et Kythnos) | Caterina ∞ Niccolo III Gozzadini (seigneur de Sifnos et Kythnos) | Caterina ∞ Niccolo III Gozzadini (seigneur de Sifnos et Kythnos) | Caterina ∞ Niccolo III Gozzadini (seigneur de Sifnos et Kythnos) | Caterina ∞ Niccolo III Gozzadini (seigneur de Sifnos et Kythnos) | Caterina ∞ Niccolo III Gozzadini (seigneur de Sifnos et Kythnos) |  |  | Francesco ∞ Fiorenza Gozzadini            | Francesco ∞ Fiorenza Gozzadini            | Francesco ∞ Fiorenza Gozzadini            | Francesco ∞ Fiorenza Gozzadini            | Francesco ∞ Fiorenza Gozzadini            | Francesco ∞ Fiorenza Gozzadini            |  |  | Giacomo IV 1564-1566 ∞ Cecilia Sommaripa           | Giacomo IV 1564-1566 ∞ Cecilia Sommaripa           | Giacomo IV 1564-1566 ∞ Cecilia Sommaripa           | Giacomo IV 1564-1566 ∞ Cecilia Sommaripa           | Giacomo IV 1564-1566 ∞ Cecilia Sommaripa           | Giacomo IV 1564-1566 ∞ Cecilia Sommaripa           |  |  | Thaddea Crispo ∞ Gianfrancesco Sommaripa (seigneur d'Andros) | Thaddea Crispo ∞ Gianfrancesco Sommaripa (seigneur d'Andros) | Thaddea Crispo ∞ Gianfrancesco Sommaripa (seigneur d'Andros) | Thaddea Crispo ∞ Gianfrancesco Sommaripa (seigneur d'Andros) | Thaddea Crispo ∞ Gianfrancesco Sommaripa (seigneur d'Andros) | Thaddea Crispo ∞ Gianfrancesco Sommaripa (seigneur d'Andros) |  |  |                                                     |                                                     |                                                     |                                                     |                                                     |                                                     |  |  |  |  |  |  |  |  |  |  |  |  |  |  |  |  |  |  |  |  |  |  |  |  |  |  |  |  |  |  |  |  |  |  |
|  |  |                    |                    |                    |                    |                    |                    |  |  |                                           |                                           |                                           |                                           |                                           |                                           |  |  |                                            |                                            |                                            |                                            |                                            |                                            |                 |                 |                                     |                                     |                                     |                                     |                                     |                                     |                           |                           |                                                                  |                                                                  |                                                                  |                                                                  |                                                                  |                                                                  |  |  |                                           |                                           |                                           |                                           |                                           |                                           |  |  | trois fils et trois filles                         |                                                    |                                                    |                                                    |                                                    |                                                    |  |  |                                                              |                                                              |                                                              |                                                              |                                                              |                                                              |  |  |                                                     |                                                     |                                                     |                                                     |                                                     |                                                     |  |  |  |  |  |  |  |  |  |  |  |  |  |  |  |  |  |  |  |  |  |  |  |  |  |  |  |  |  |  |  |  |  |  |

#### Généralités
- Georges Contogeorgis, Histoire de la Grèce, Paris, Hatier, coll. Nations d'Europe, 1992, 477 p. (ISBN 978-2-218-03841-9)
- Apostolos Vacalopoulos, Histoire de la Grèce moderne, Horvath, 1975, 330 p. (ISBN 978-2-7171-0057-0, LCCN 75507200)
- (en) C. M. Woodhouse, Modern Greece. A Short History., Faber et Faber, Londres, 1999.  (ISBN 0571197949)

#### Giovanni IV et le duché de Naxos
- (en) J. K. Fotheringham et L. R. F Williams, Marco Sanudo, conqueror of the Archipelago, Oxford, Clarendon Press, 1915
- (en) Charles A. Frazee, The Island Princes of Greece : The Dukes of the Archipelago., Amsterdam, Adolf M. Hakkert, 1988, 121 p. (ISBN 90-256-0948-1)
- (en) Paul Hetherington, The Greek Islands : Guide to the Byzantine and Medieval Buildings and their Art, Londres, Quiller Press, 2001, 355 p. (ISBN 1-899163-68-9)
- (fr) Jean Longnon, L'Empire latin de Constantinople et la Principauté de Morée., Payot, 1949.
- (en) William Miller, « The mad Duke of Naxos », in The English Historical Review, Vol. 21, no 84 (octobre 1906).
- (en) William Miller, Latins in the Levant. A History of Frankish Greece. (1204-1566), Cambridge, 1908.
- (fr) Père Robert Saulger, Histoire nouvelle des Ducs de l'Archipel., Paris, 1699. (repris par Louis Lacroix, Îles de la Grèce, 1853 et Ernst Curtius)
- B. J. Slot, Archipelagus Turbatus : Les Cyclades entre colonisation latine et occupation ottomane. c.1500-1718., Istamboul, Publications de l'Institut historique-archéologique néerlandais de Stamboul, 1982, 323 p. (ISBN 90-6258-051-3)